# Real de a ocho
El real de a ocho, peso de ocho, peso fuerte o peso duro, conocido en el mundo anglosajón como dólar español (en inglés: piece of eight) o Carolus (del latín: Carolus), es una moneda de plata con valor de ocho reales acuñada por la monarquía católica en la Corona de Castilla tras la reforma del sistema monetario de este territorio de 1497, que estableció el real. Gracias al amplio uso que tuvo a finales del siglo XVIII en Europa, toda América y el extremo Oriente, se convirtió en la primera divisa de uso mundial. Fue la primera moneda de curso legal en los Estados Unidos hasta que una ley de 1857 desautorizó su uso. Muchas monedas actuales tomaron sus respectivas denominaciones del real de a 8, tales como el dólar, el yuan o el peso.Es considerada por muchos historiadores como la primera moneda universal de la historia, por su difusión por todo el globo durante el siglo XVI y por su gran influencia en el nacimiento de divisas actualmente activas.
Actualmente el término «peso» se usa todavía en ocasiones para referirse al histórico real de a 8. Esto se debe a que los pesos tenían un peso y diámetro similar al real de a 8. No obstante, el término «peso» no aparece en el sistema monetario español hasta 1864, y es más exacto referirse al real de a 8 en el anterior sistema monetario.
En el mundo anglosajón en general, y en Estados Unidos en particular, el real de a 8 era conocido como Spanish dollar, pieces of eight o eight real coin. Existen diversas teorías de que el símbolo «$» del peso y el dólar tiene su origen en las bandas y columnas de Hércules del escudo español que aparece en el reverso del real de a 8.
El símbolo de la S barrada es sustancialmente anterior a la acuñación de los columnarios. En los documentos españoles, la S barrada se usaba para indicar 'suma total'; sin embargo, por la diferente notación a la hora de anotar divisas, los ingleses creían que esa S barrada significaba 'peso' (peso fuerte, real de a 8, o peso de 8 reales). Para una cantidad de 2345 pesos, un documento español reflejaría «$ 2345 p.», pero un inglés entendería que el primer signo es el de la divisa, mientras que los españoles lo escriben después.[cita requerida]

## Origen

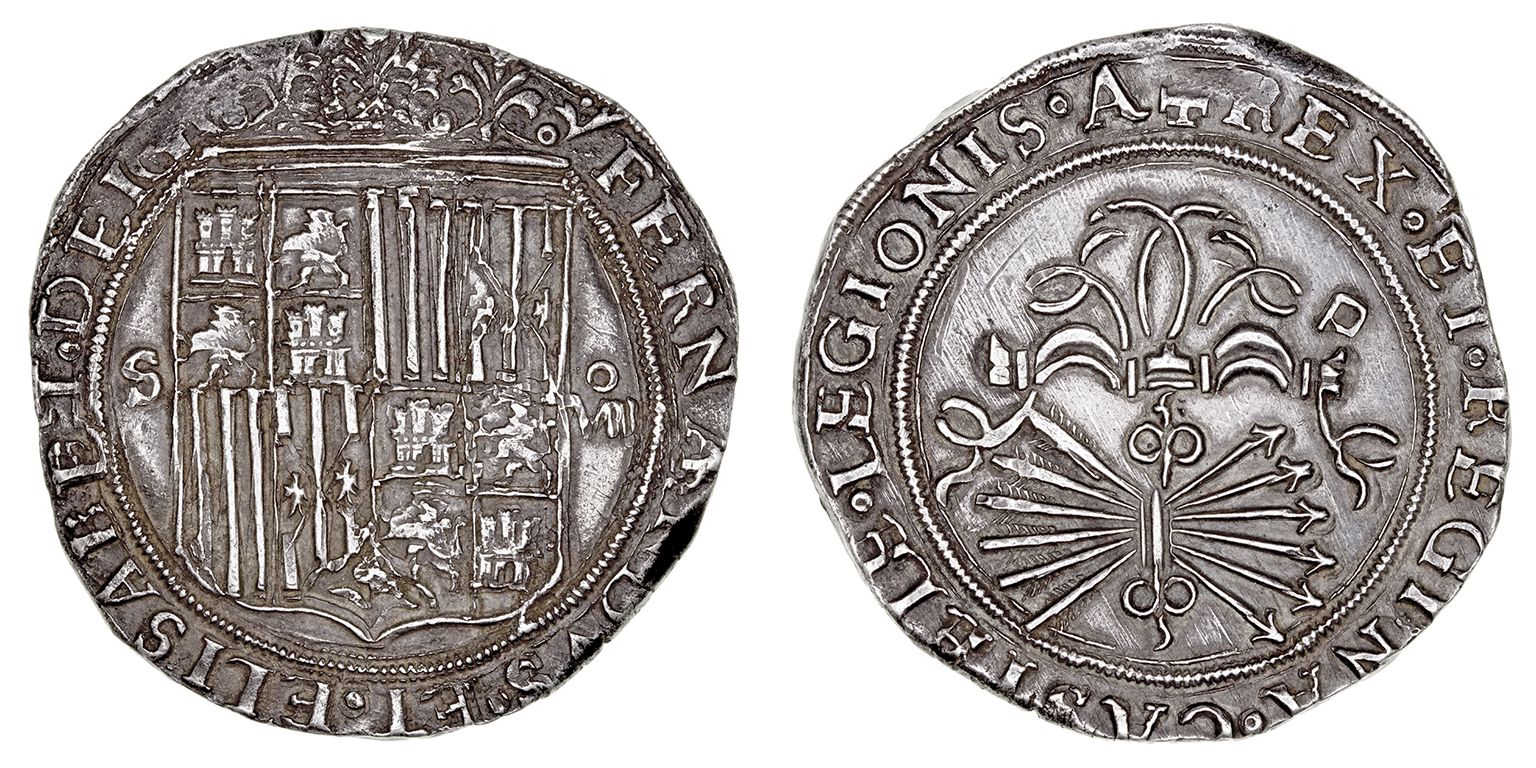
8 reales de plata con el escudo de los Reyes Católicos, acuñado en Sevilla. Sin fecha pero posterior a 1497.

Para entender el nacimiento de la divisa, hay que remontarse al siglo XIV, momento en el que se acuña el real en Castilla, moneda de plata creada por el rey Pedro I (1350-1369). El real pesaba entre 3,43 y 3,48 gramos, tenía una ley de 11 dineros y cuatro granos y una talla de 67 piezas por marco, su diámetro estaba entre los 25 y 26 milímetros, y su valor por entonces era de 3 maravedís. Bajo el reinado de Juan II de Castilla, el real pasó a valer 7 maravedís, y posteriormente, a comienzos de época de los Reyes Católicos, equivalía a 31 maravedís, y a 34 desde 1497, año de la publicación de la pragmática sobre la reforma monetaria de Medina del Campo, instaurando en ella las primeras monedas de 8 reales.
Tras la conquista y colonización de América, los reales de a 8 se acuñaban en cecas de América (casas de la moneda en Lima, La Plata, Cartagena de Indias, Bogotá, Caracas, Cuzco, Santiago de Chile, Popayán, Guadalajara, Panamá, etc.) con la denominación de real español y se transportaban a granel hacia la España peninsular, haciendo este transporte un objetivo tentador para los piratas y corsarios del mar, o directamente por aquellos que los contrataban (Inglaterra y Países Bajos rebeldes principalmente). Por otra parte, su uso también se extendió por el sudeste asiático, pues el Galeón de Manila transportaba periódicamente plata en monedas desde Nueva España (Acapulco y otros puertos) hasta Manila, en las Filipinas, donde debía intercambiarse por mercancías chinas y filipinas en tanto la plata era la única mercancía extranjera que China aceptaba como pago. En el comercio oriental, los reales de a 8 españoles fueron a menudo estampados con caracteres chinos, que indicaban que se trataba de monedas originales.
Debido a los enormes yacimientos de plata descubiertos principalmente en Potosí (en la actual Bolivia), y en menor cantidad en el actual México (por ejemplo en Guanajuato, Taxco y Zacatecas) entre 1545 y 1548, las casas de la moneda de Bolivia, México y Perú comenzaron a acuñar moneda desde el siglo XVI, por lo que millones de reales de a 8 se acuñaron durante los siglos virreinales.

## Apogeo y difusión

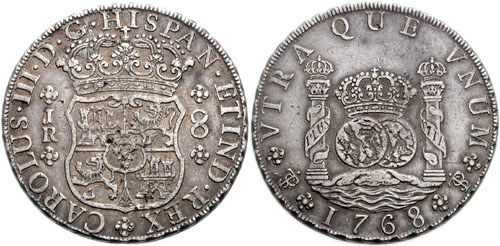
Moneda de Carlos III acuñada en la Ceca de Potosí en 1768. El real de a 8 más conocido es el Columnario de plata, en cuyas columnas de Hércules se inspiraron para crear el símbolo del dólar, $.

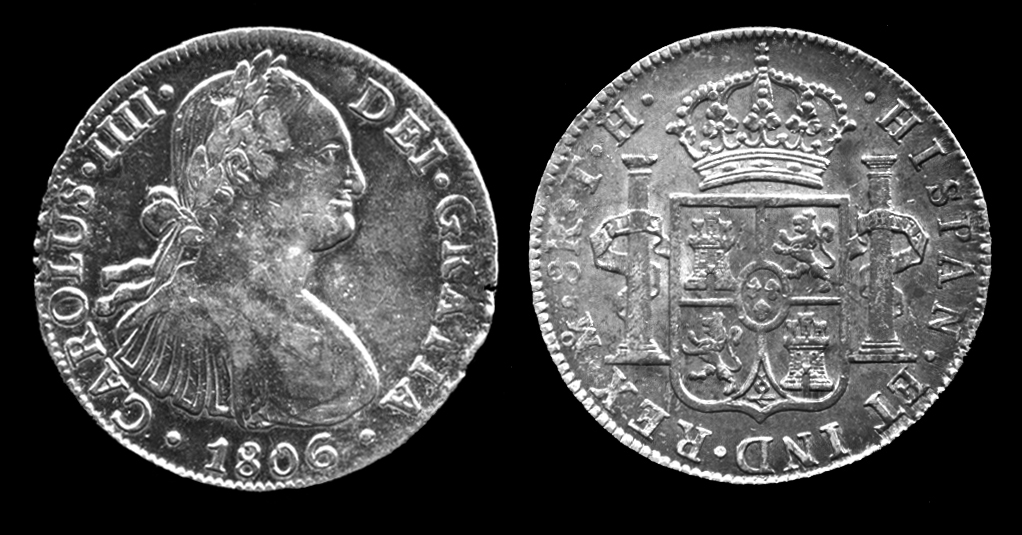
Moneda de Carlos IV acuñada en la Ceca de la Ciudad de México en 1806.

El contrabando de diversos productos se hizo común desde el siglo XVII entre territorios españoles y buques de Gran Bretaña y Holanda; ello permitió que las piezas monetarias acuñadas en las cecas de la Monarquía hispánica circularan por sitios ajenos a la jurisdicción española. Las Trece Colonias británicas en América del Norte llegaron a utilizar prontamente los reales de a 8 debido a la fineza de su contenido en plata y a su relativa abundancia en el mercado, mayor que la moneda de su propia metrópoli.
El comercio español con China, utilizando como base a las Filipinas, hizo que el real de a 8 se difundiera también en el Sudeste asiático. En una época donde el valor de la moneda estaba determinado por su contenido intrínseco de plata u oro, la fineza del real de a 8 hizo que esta pieza se tornara extraoficialmente en la moneda de cambio para el comercio internacional sostenido en Asia Oriental. La llegada de comerciantes estadounidenses a China a fines del siglo XVIII impulsó más el uso del Spanish dollar, como se denominaba en inglés al real de a 8.
El real de a 8 se convirtió entonces en la divisa de más amplia difusión durante el periodo colonial en América, y por su elevado valor intrínseco así como por su fineza, se siguieron usando en Norteamérica y en el Sudeste asiático hasta el siglo XIX. Cuando estas monedas de plata llegaron a Europa, fueron comparadas con las grandes monedas de plata que acuñaba Austria: el thaler (traducido al español como tálero). No obstante su fama en Europa, el tálero austriaco no tenía la difusión del real de a 8 a nivel mundial, pero su nombre en francés y en inglés (thaller y daller), sirvieron para que en Estados Unidos el real de a 8 recibiera el nombre de Spanish daller, del cual derivó posteriormente la denominación Spanish dollar, reducido luego a simplemente dólar.
A lo largo del siglo XVI, diferentes reinados, no sólo en los límites comerciales del Mediterráneo, sino también en las nuevas rutas atlánticas, en los Virreinatos y Capitanías Generales del nuevo continente, financian sus empresas con la moneda de Castilla. No sólo al Oeste, sino también al Este global llegará el real de a 8  a través del comercio de Extremo Oriente. Será en esta parte del orbe donde especialmente influya la poderosa divisa, pues el sistema de la “Piastra” mexicana (nombre con el que era conocido entre los indígenas la pieza de ocho reales de la Casa de la moneda de México) servirá de modelo a actuales monedas. Es el caso del tael (China), el yen (Japón), el won (Corea), e incluso ha servido de modelo al dólar, la moneda de plata de los Estados del Norte de América, la cual nació en sistema de base decimal con la intención política de desestabilizar el Real de a Ocho español, y con éste su economía.

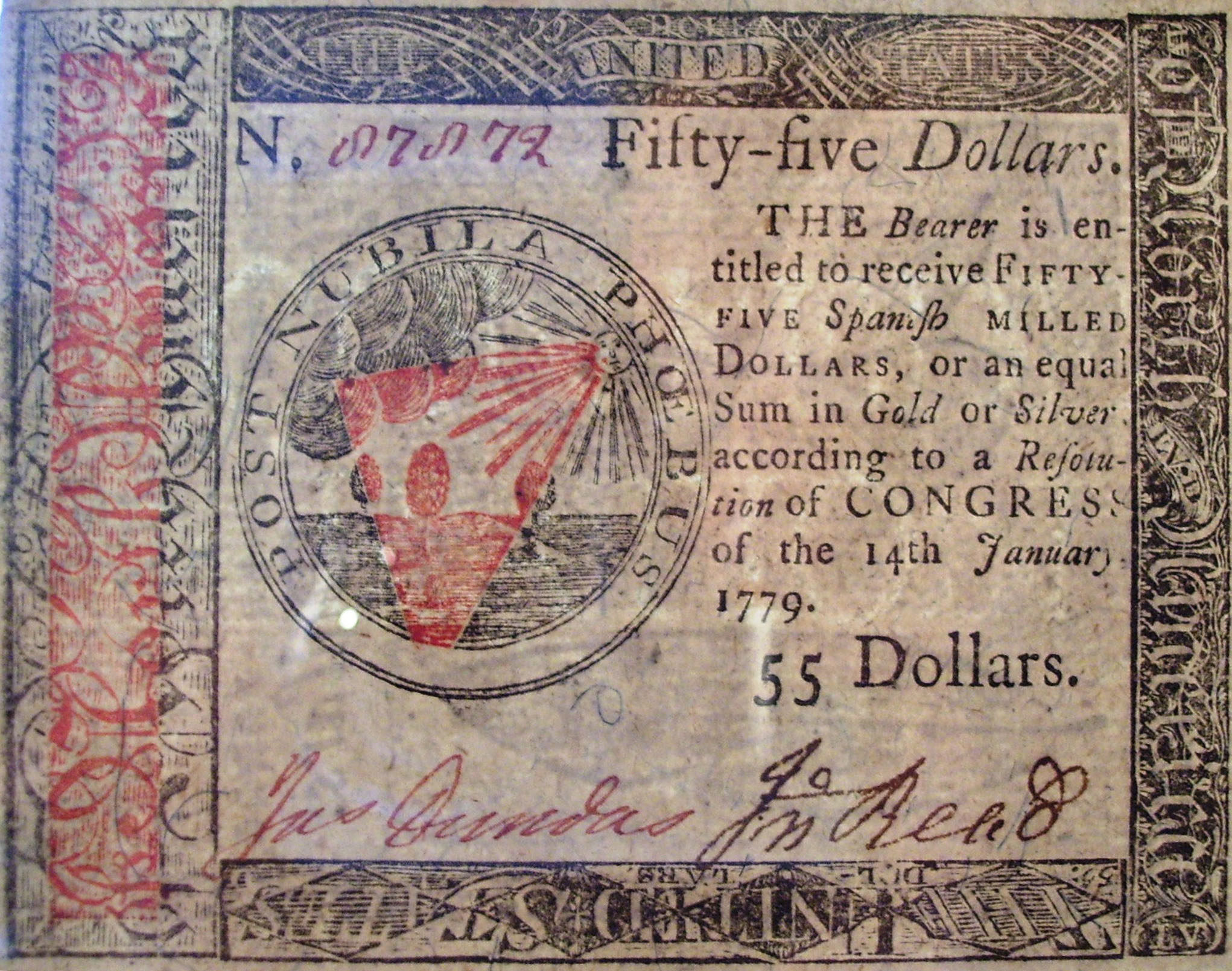
55 dólares estadounidenses (españoles) de 1779.

Una ley estadounidense de 1792 sobre el sistema monetario creó la casa de moneda de los Estados Unidos, aunque los primeros dólares estadounidenses no fueron tan populares como los Spanish dollars, pues estos últimos eran más pesados y estaban hechos de plata más fina, debido a esto, el valor del dólar estadounidense fue equiparado al del real de a ocho para impulsar su reputación internacional:

La principal moneda que circulaba en América era, con diferencia, el dólar español, que consistía en 387 granos de plata pura. El dólar se dividía en "piezas de ocho" o "bits", cada una de las cuales equivalía a un octavo de dólar. Los dólares españoles llegaron a las colonias norteamericanas a través del lucrativo comercio con las Indias Occidentales. El dólar había sido la moneda más destacada del mundo desde principios del siglo XVI, y se difundió en parte gracias a la ingente producción de plata de los virreinatos españoles en América. Más importante, sin embargo, fue que el dólar español, desde el siglo XVI hasta el XIX, fue relativamente la moneda más estable y menos devaluada del mundo occidental.

Un real de a 8 tenía un peso nominal de 550,209 granos españoles, que son 27,468 gramos en el sistema métrico decimal; con una pureza de 93,055 % esto significaba que el real de a 8 contenía 25,560 gramos de plata, aunque su peso y pureza varió significativamente entre las distintas casas de la moneda a lo largo de los siglos. En cambio, la citada ley estadounidense de 1792, especificó que el dólar de EE. UU. contendría 27 gramos de peso, de los cuales sólo 24,1 gramos eran de plata.

Espacio de influencia del real de a ocho y otras monedas españolas y portuguesas.

Los reales de a 8 tenían un valor nominal de 8 reales en Castilla y sus virreinatos, pero la necesidad de moneda fraccionaria causó que a menudo las piezas fueran cortadas físicamente en cuatro u ocho trozos, para lograr un cambio más pequeño.  Una curiosidad es que en el inglés estadounidense el cuarto de dólar se llama two bits (dos trozos), reminiscencia de esta práctica.  Fuera de la monarquía universal española era muy difícil obtener monedas españolas de plata con denominaciones menores a las del real de a 8, por lo cual la partición física de la moneda era el único modo de obtener fracciones y posteriormente resellarlas para su uso, cosa que también ocurrió durante las guerras de independencia de los virreinatos españoles cuando las piezas caían en manos de los insurgentes.
En 1686, durante el reinado de Carlos II, la moneda sufrirá una gran devaluación de la cual, pese a la gran labor económica que realizaron los consejeros del rey, no pudo evitarse cierta pérdida en la hegemonía de la moneda, cuyas consecuencias no se vieron hasta la mitad del siglo XVIII, época en la cual la libra esterlina, creada en 1694, se erige como rival del real.
En Australia, a comienzos del siglo XIX, la colonia estaba recién fundada décadas antes y frente a la inestabilidad social y económica por la falta de masa monetaria, el gobernador de Nueva Gales del Sur Lachlan Macquarie, decidió en 1812 importar 40 000 monedas de reales de a ocho españoles para estabilizar la situación.
La moneda española fue moneda de curso legal en los Estados Unidos hasta que en 1857 fue prohibido su uso, y mientras circuló en los EE. UU. el real de a 8 tuvo el valor de un dólar. Como curiosidad cabe indicar, por ejemplo, que el precio de las acciones en el mercado de valores de los Estados Unidos denominado en octavos de dólar perduró hasta el 24 de junio de 1997 cuando la Bolsa de Nueva York convirtió dicha denominación a dieciseisavos de dólar, aunque poco después se pasó a la notación decimal.
El real de a ocho es la base de los pesos americanos y Filipinas, el dólar estadounidense, y además está en el origen del yuan chino, el yen japonés, el won coreano, el dólar australiano y el dólar canadiense. En España, el real de a ocho o peso duro pasó a denominarse simplemente duro. El primero en el que aparece estampada esta palabra fue acuñado como moneda de emergencia en Gerona, en 1808, durante el sitio por parte de las tropas francesas. Posteriormente se definió el duro de ocho reales de plata como de 20 reales de vellón, o cinco pesetas. Desde la década de 1940 se acuñaron en cuproníquel, y desaparecieron con la llegada del euro.

## Galería de resellos

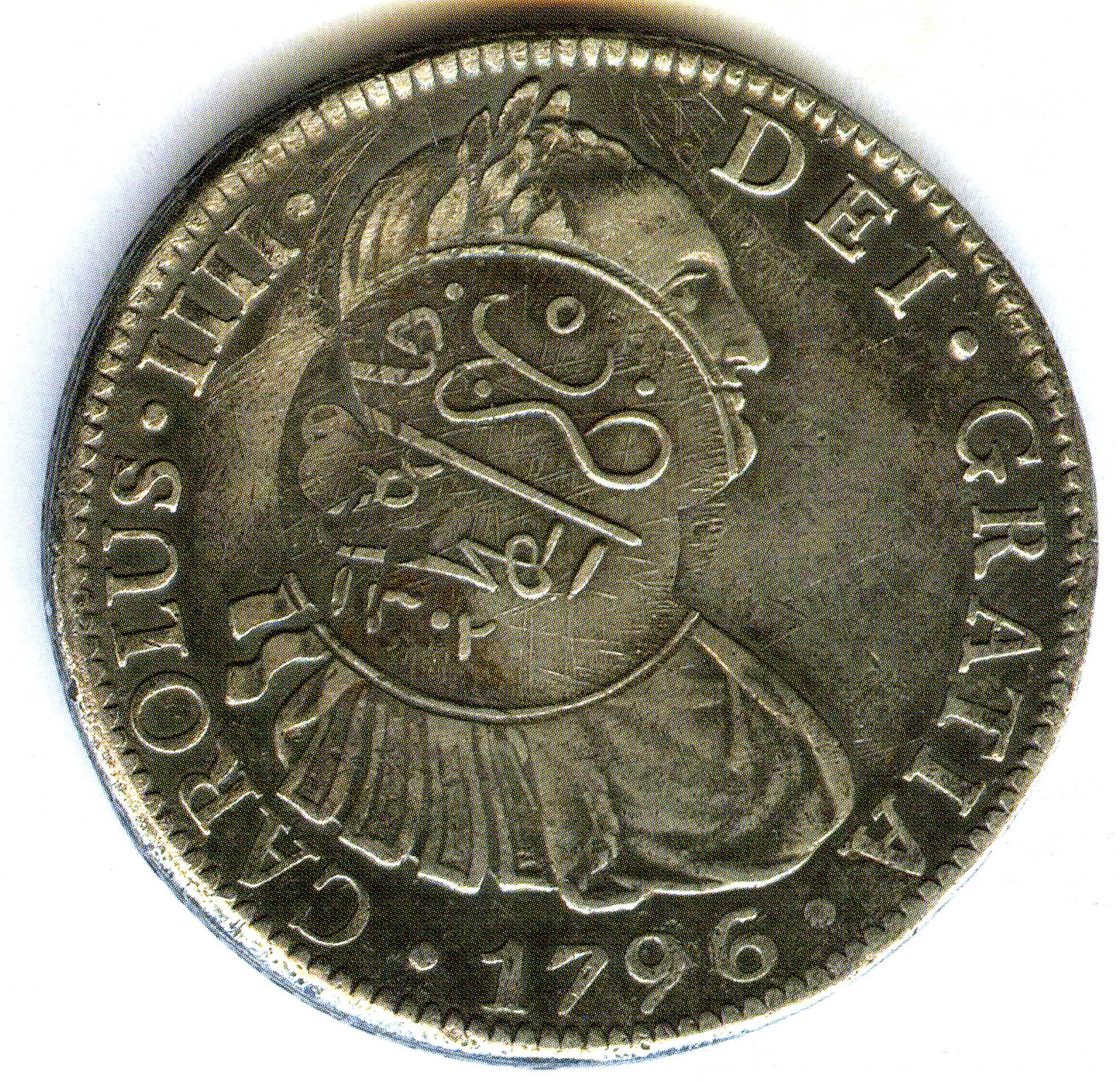
Anverso de moneda de 8 reales de Carlos IV de 1796 con resello de Sudán.
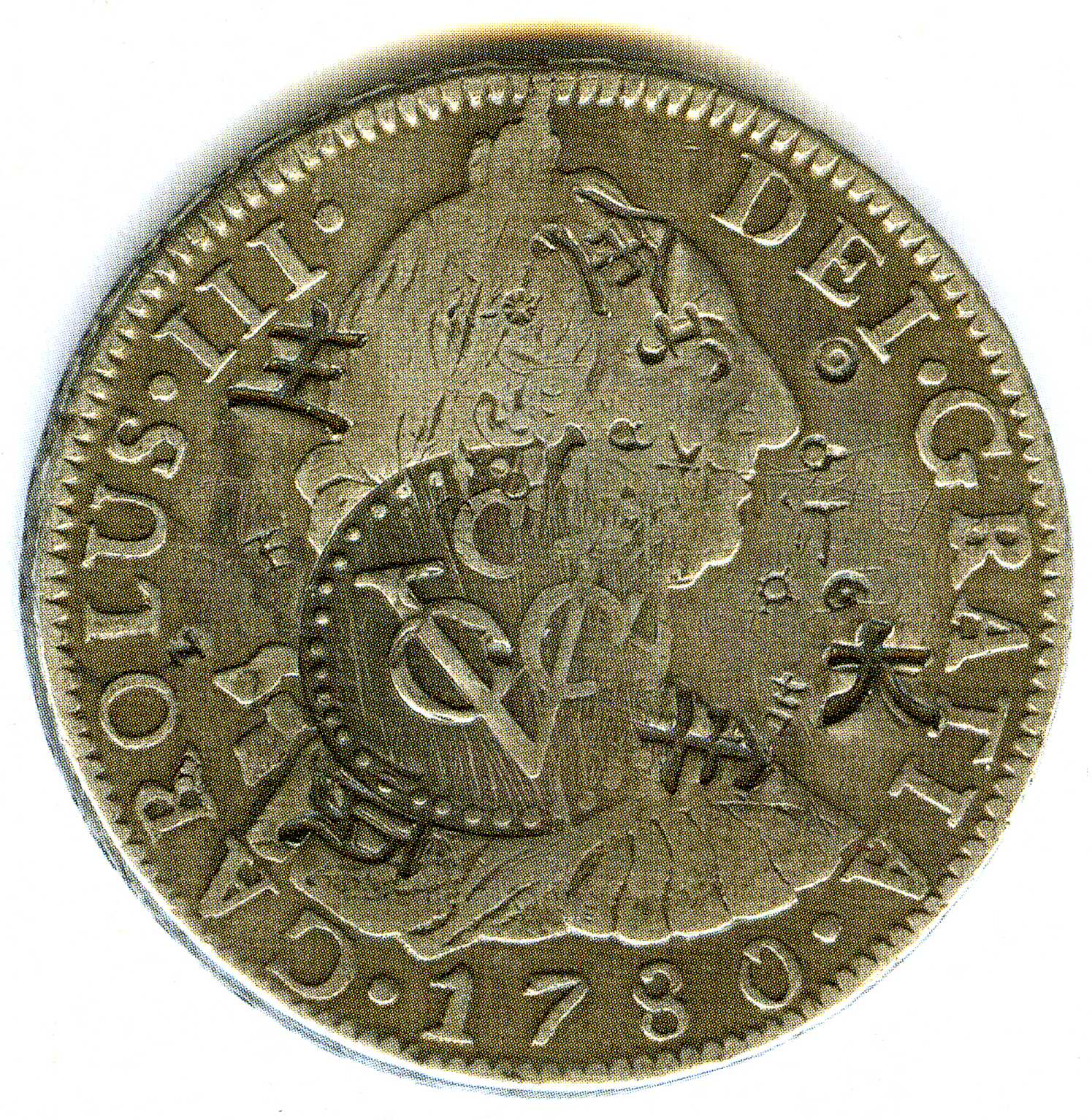
Anverso de moneda de 8 reales (plata) de Carlos III de 1780 con resello de Ceilán.
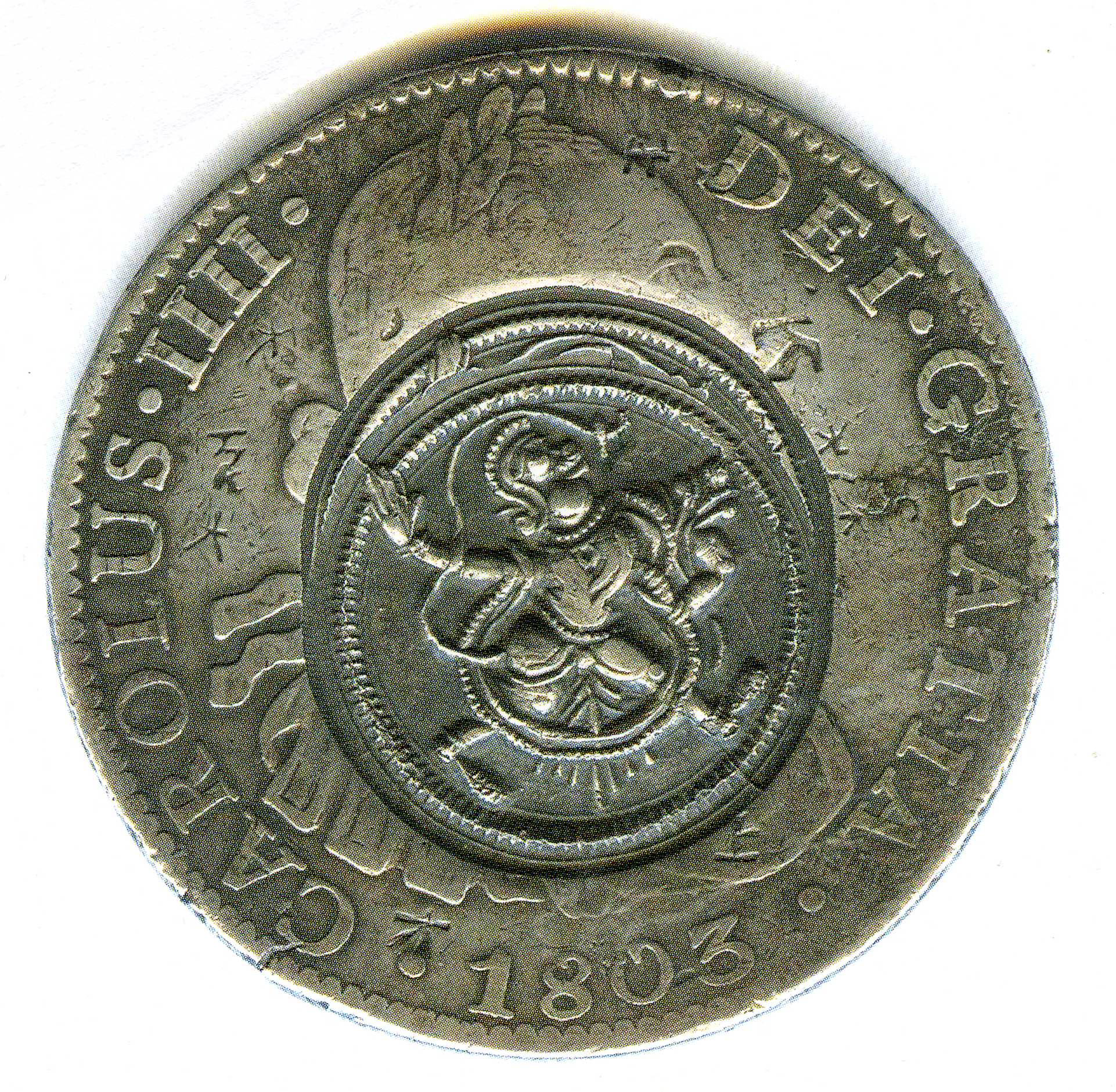
Anverso de moneda de 8 reales (plata) de Carlos IV de 1803 con resello de Ceilán.
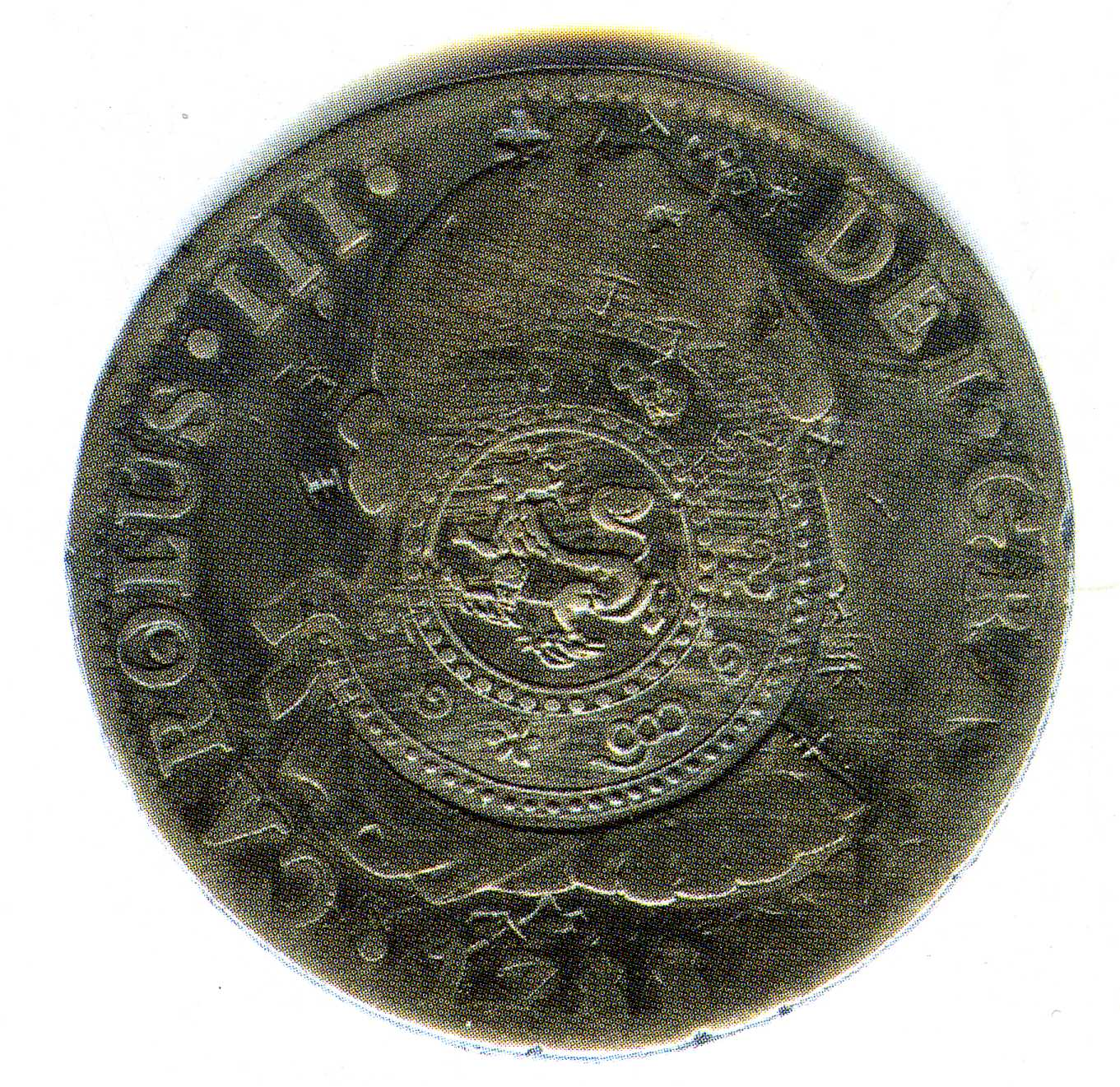
Anverso de moneda de 8 reales (plata) de Carlos III con resello de Birmania.
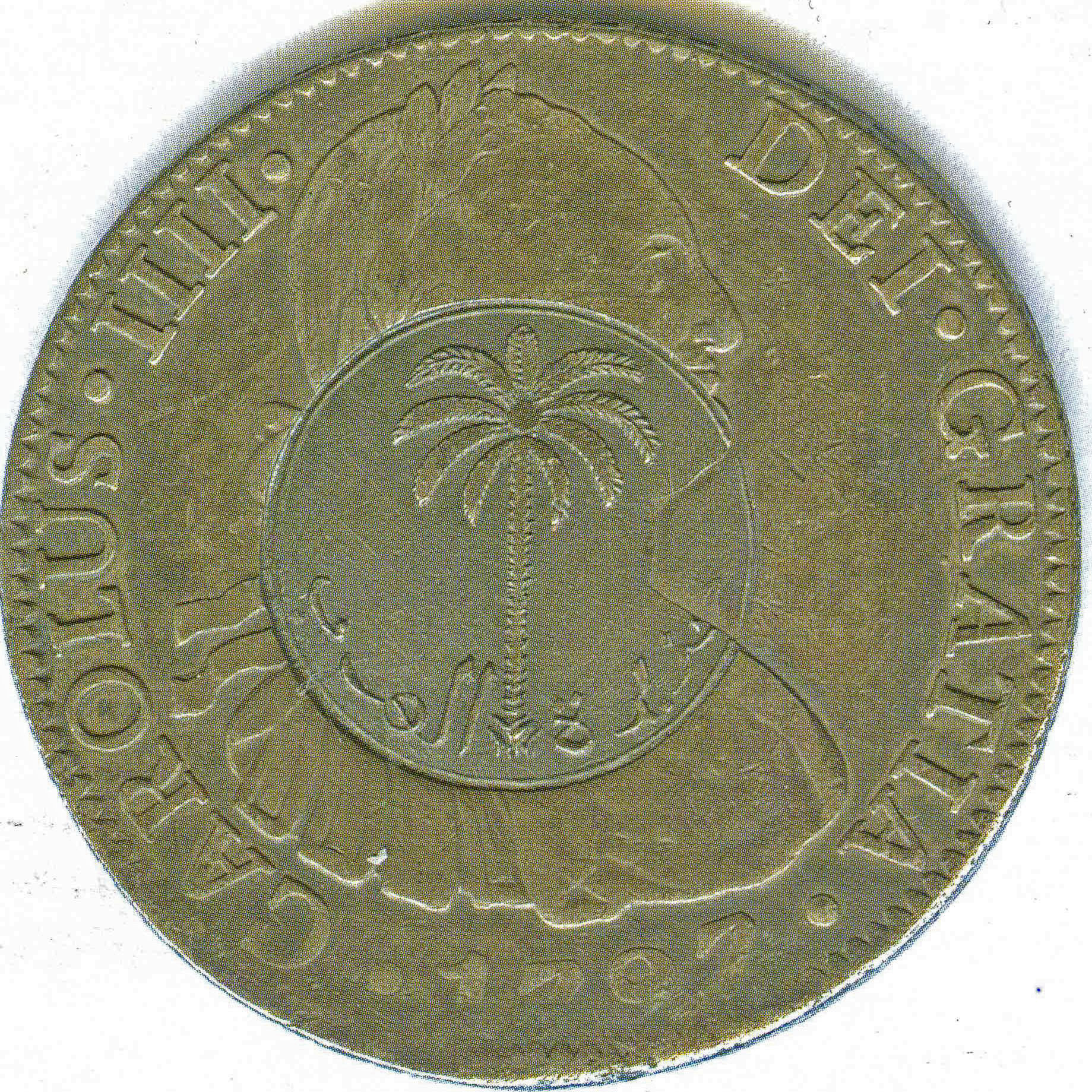
Anverso de moneda de 8 reales (plata) de Carlos IV de 1797 con resello de Arabia Saudí.
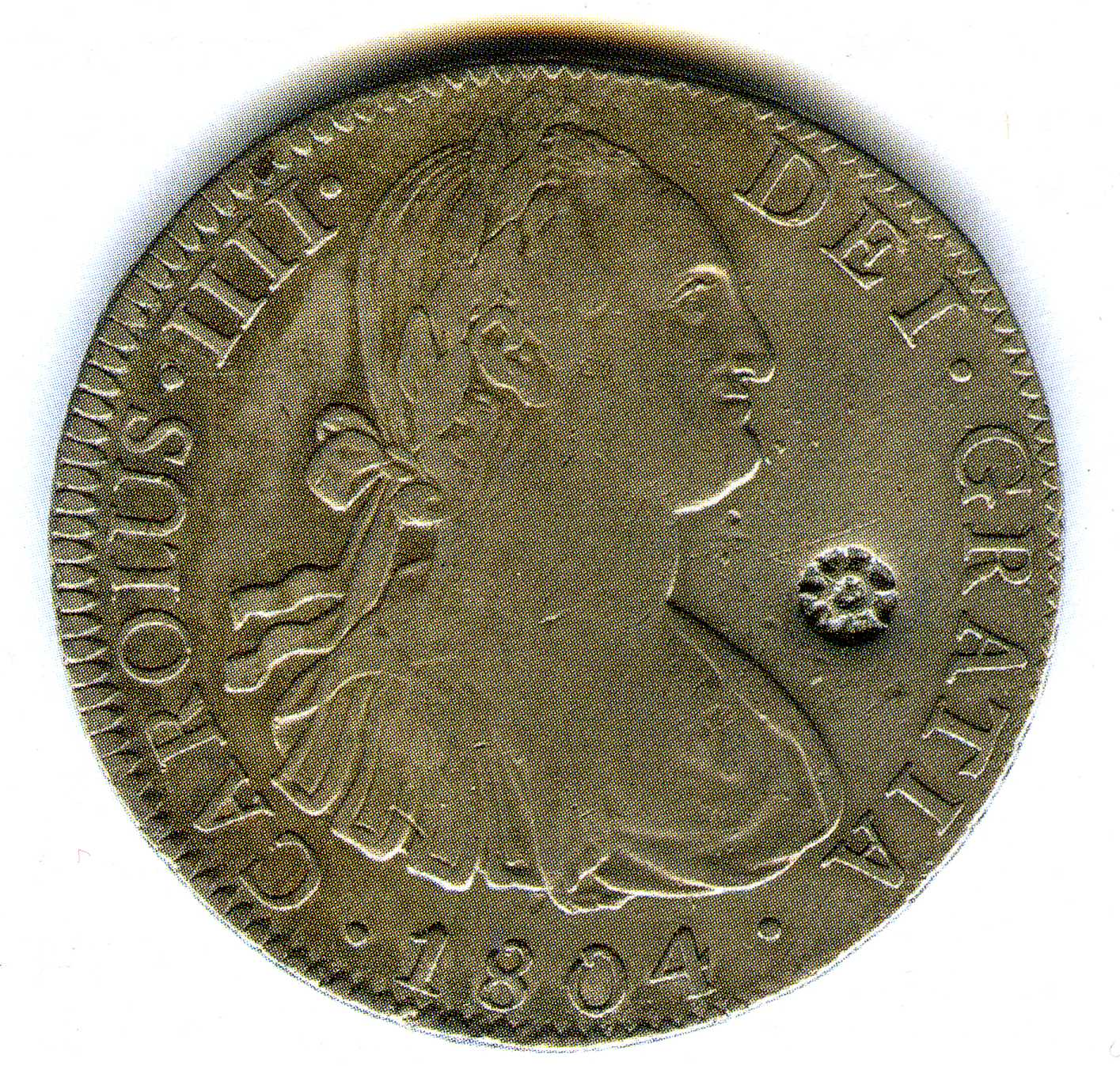
Anverso de moneda de 8 reales (plata) de Carlos IV de 1804 con resello de Tailandia.
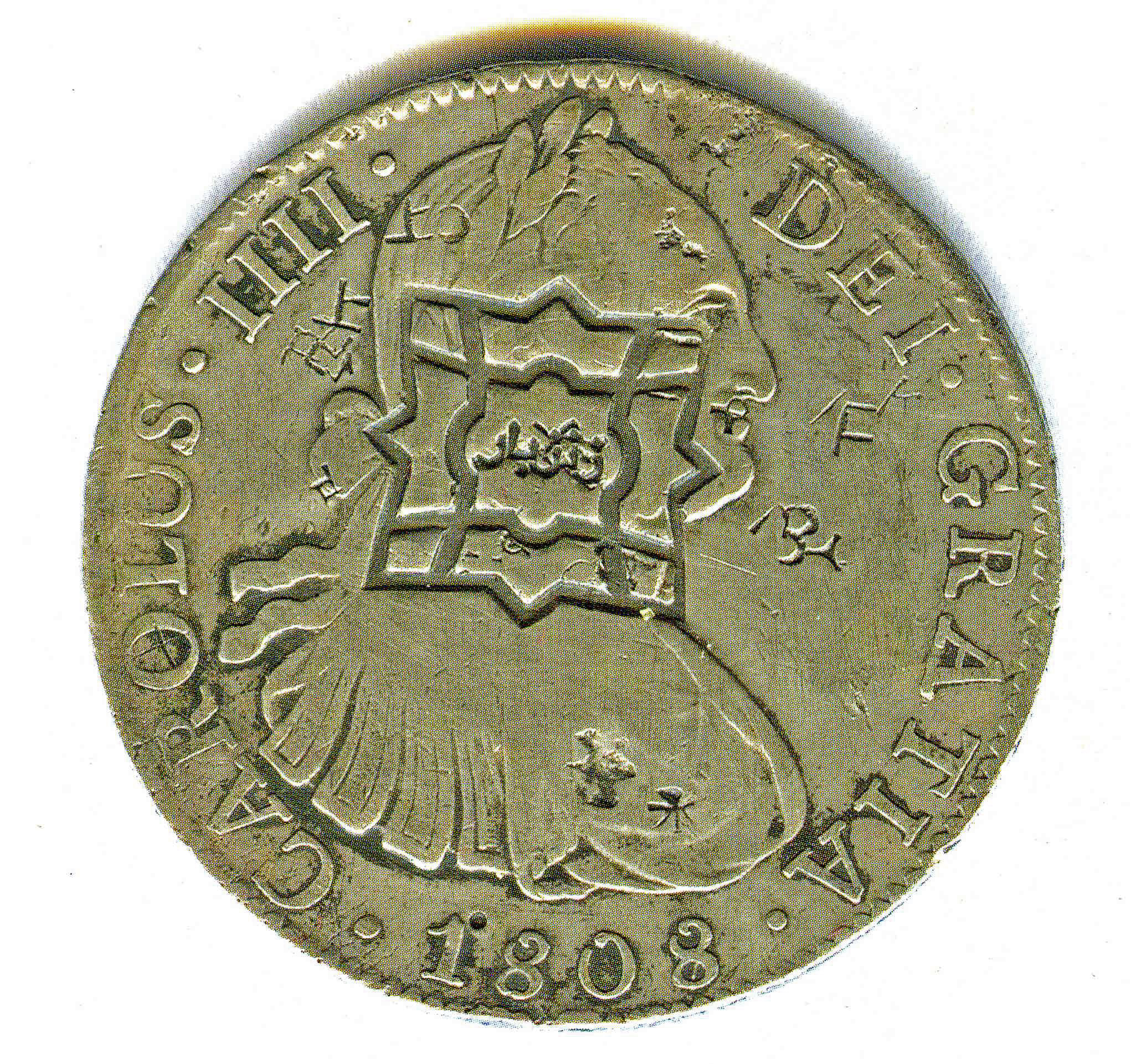
Anverso de moneda de 8 reales (plata) de Carlos IV de 1808 con resello de Zanzíbar.
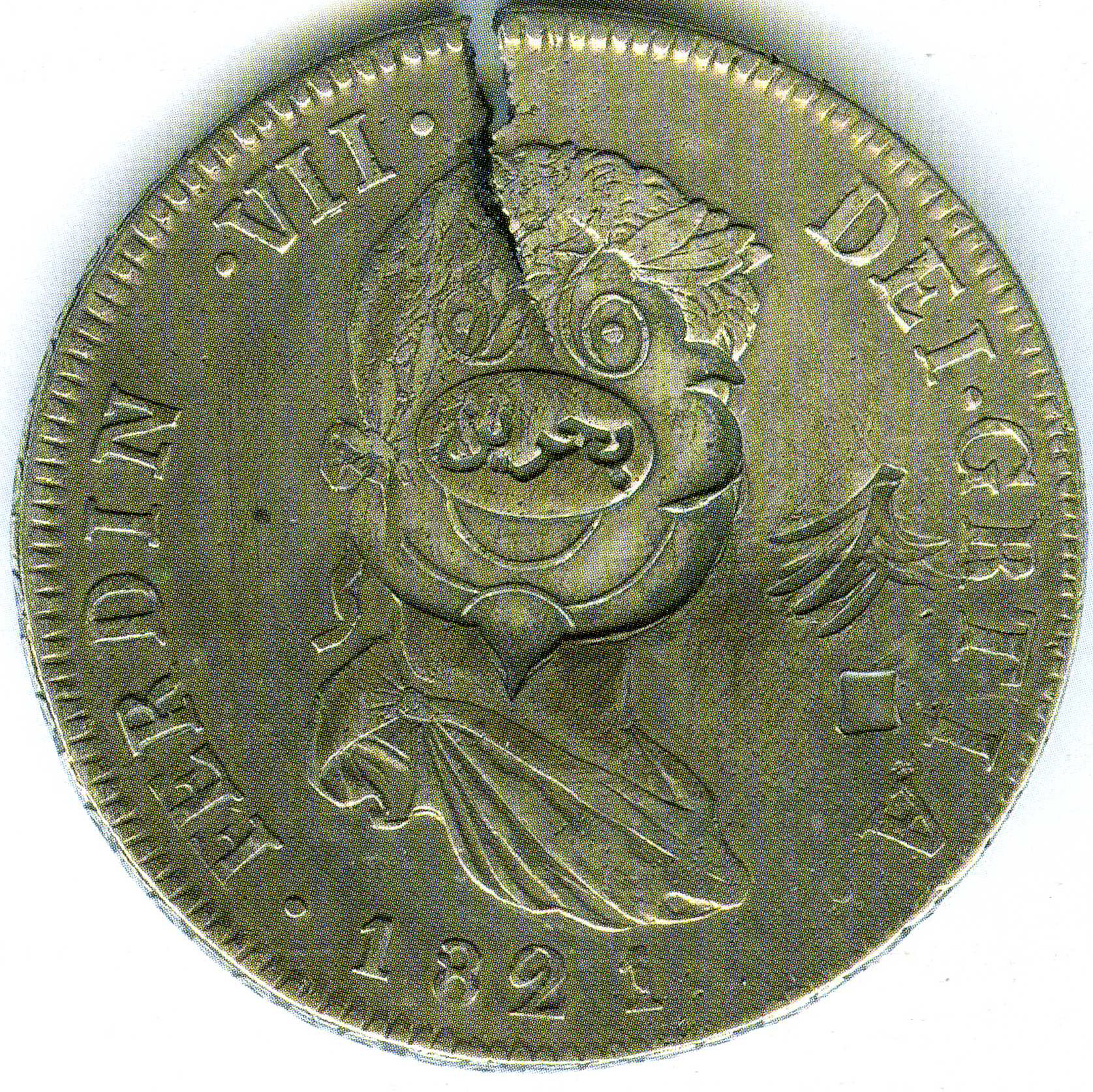
Anverso de moneda de 8 reales (plata) de Fernando VII de 1821 con resello de Baréin.
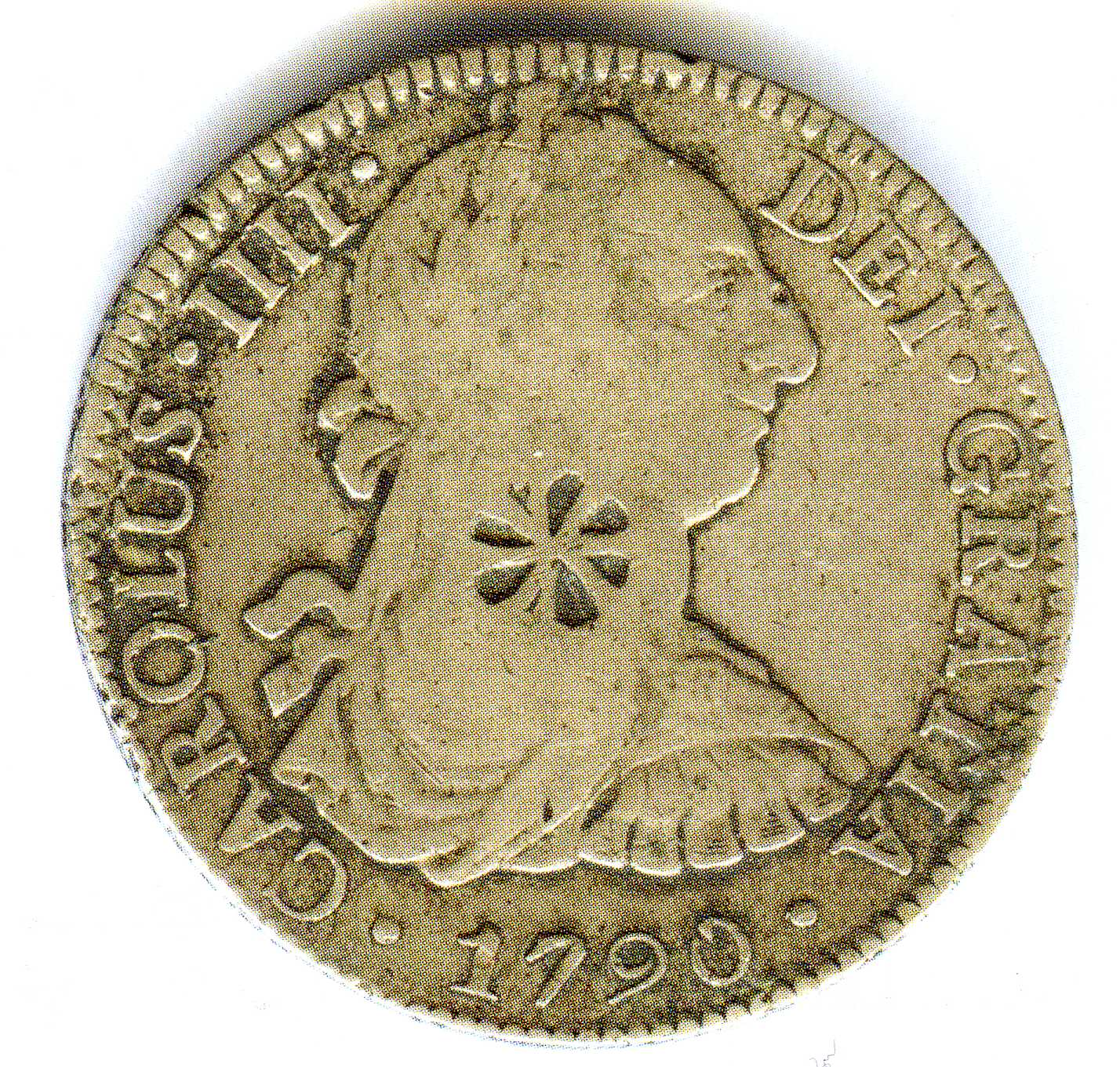
Anverso de moneda de 8 reales (plata) de Carlos IV de 1790 con resello de Sumenep (Indonesia).
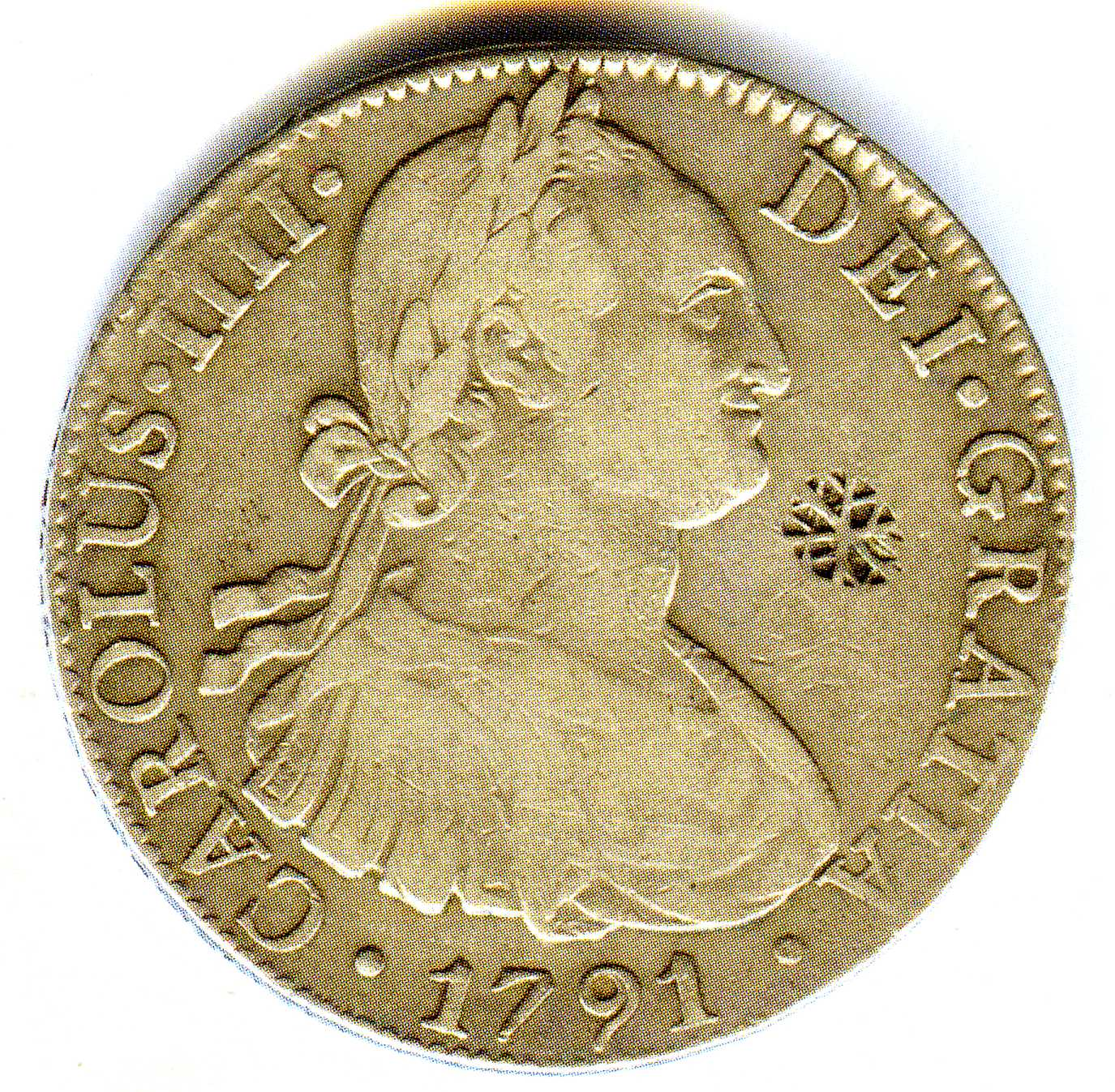
Anverso de moneda de 8 reales (plata) de Carlos IV de 1791 con resello de Sumenep (Indonesia).
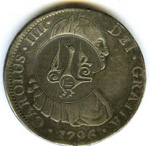
Anverso de moneda de 8 reales (plata) de Carlos IV de 1796 con resello de Adén.
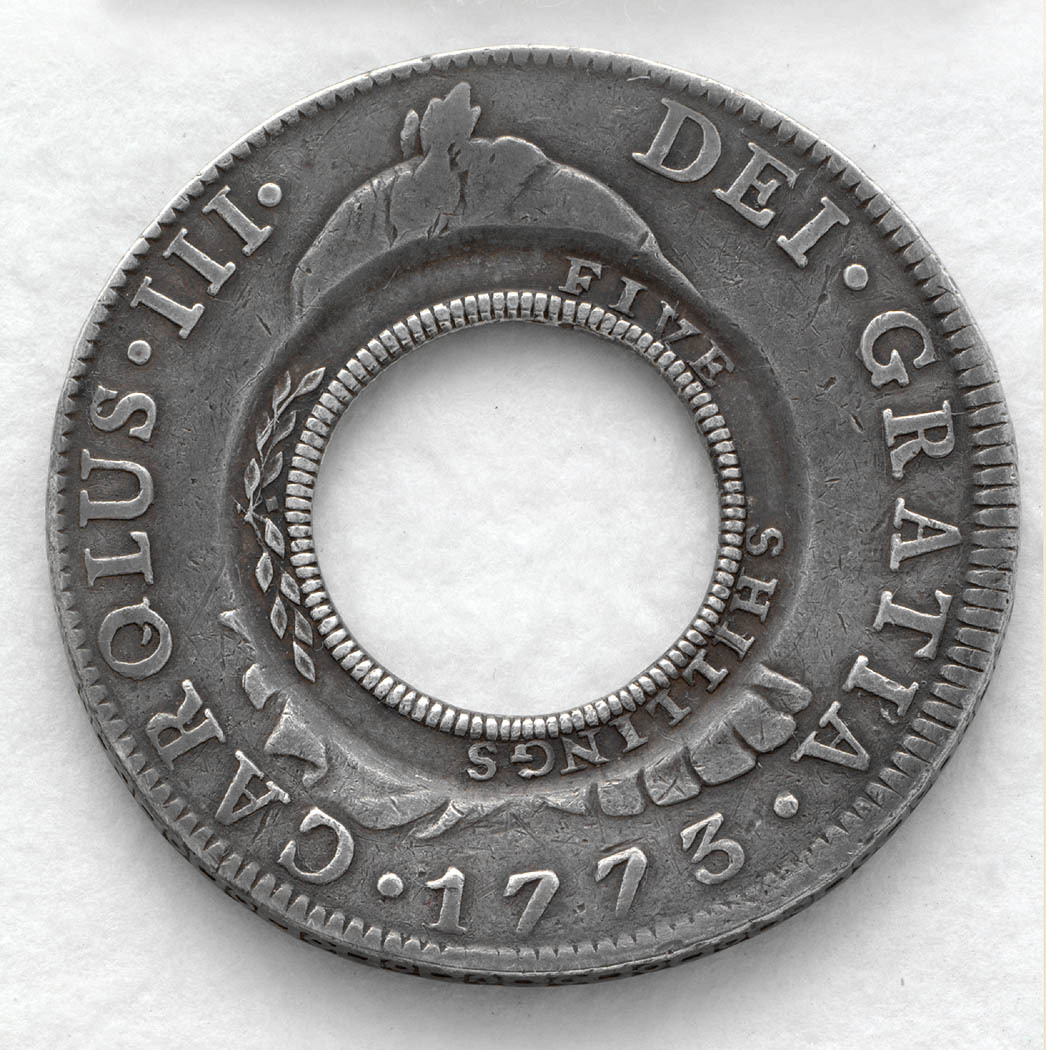
Anverso de moneda de 8 reales (plata) de Carlos III de 1773 agujereada en Australia (holey dollar).
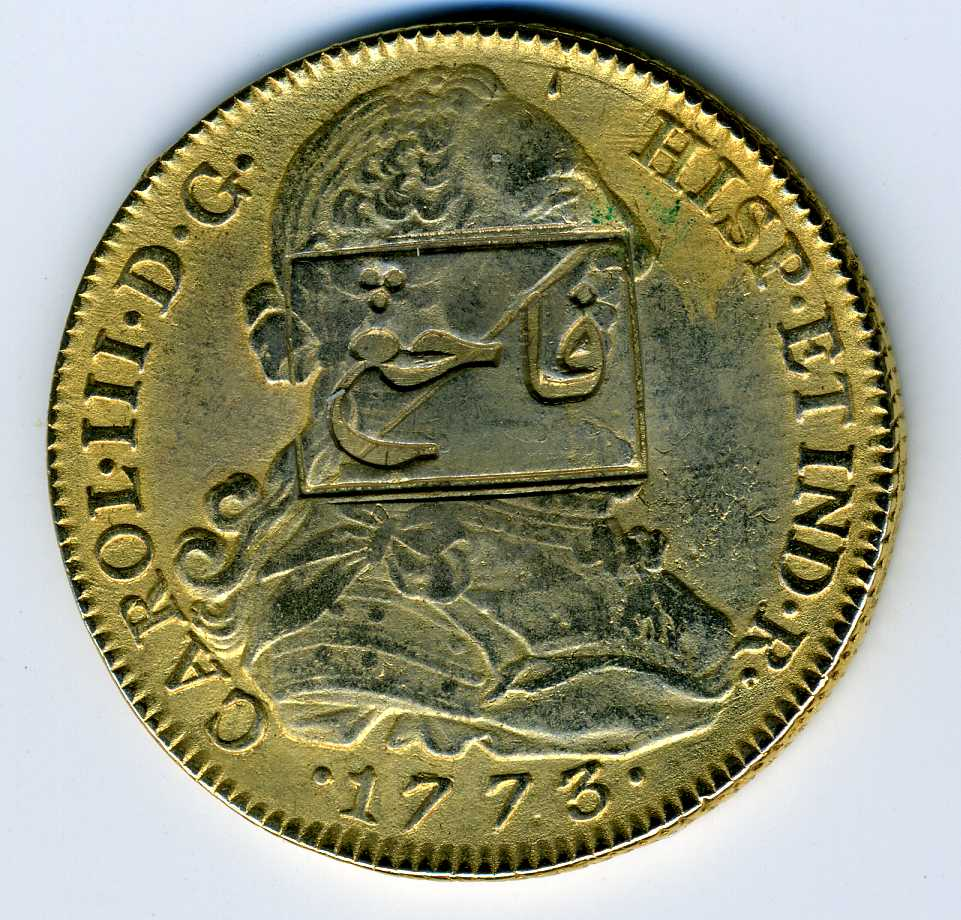
Anverso de moneda de 8 reales (plata) de Carlos III de 1773 resellada en Malasia.
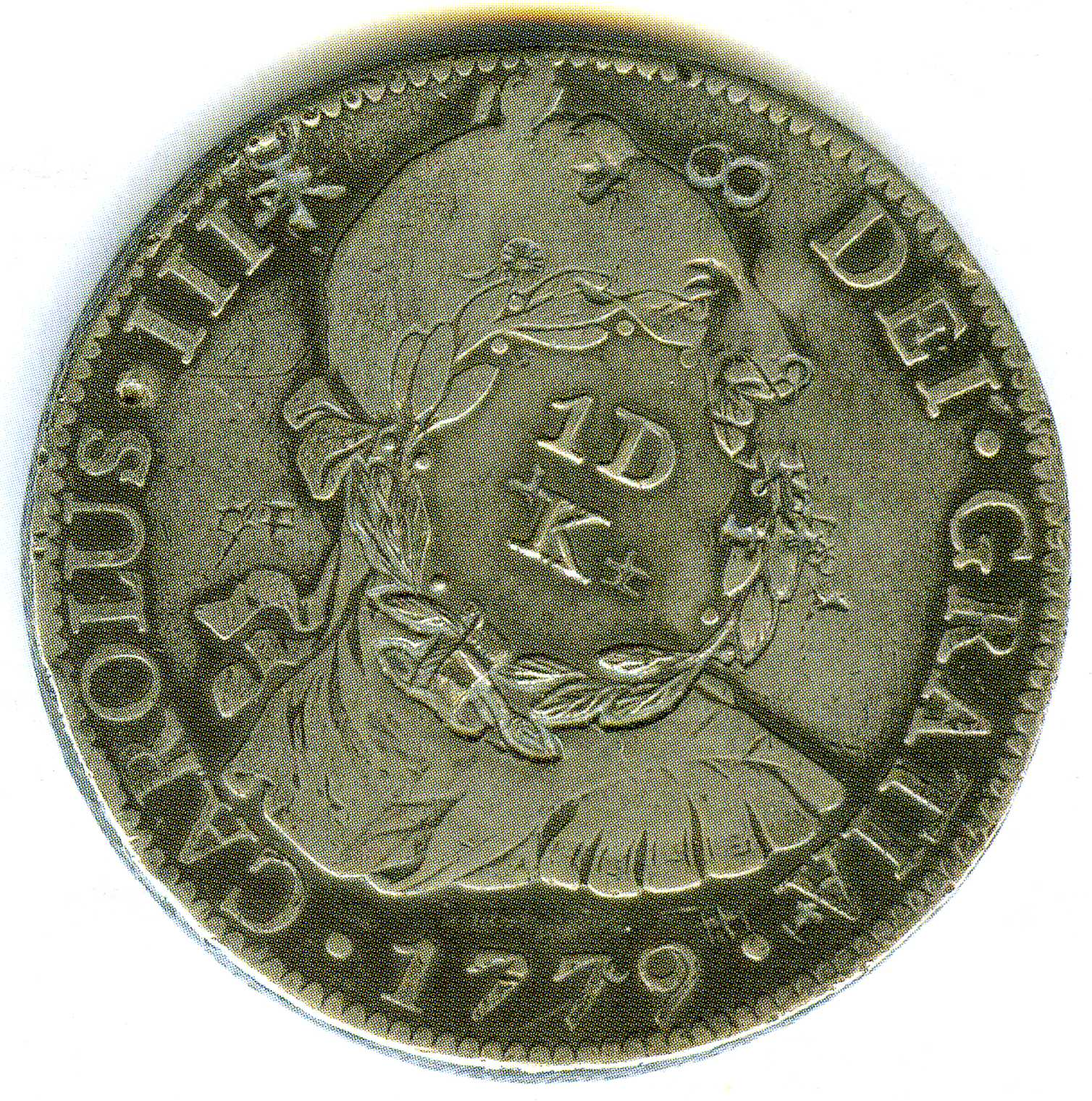
Anverso de moneda de 8 reales (plata) de Carlos III de 1779 resellada en Hawái.
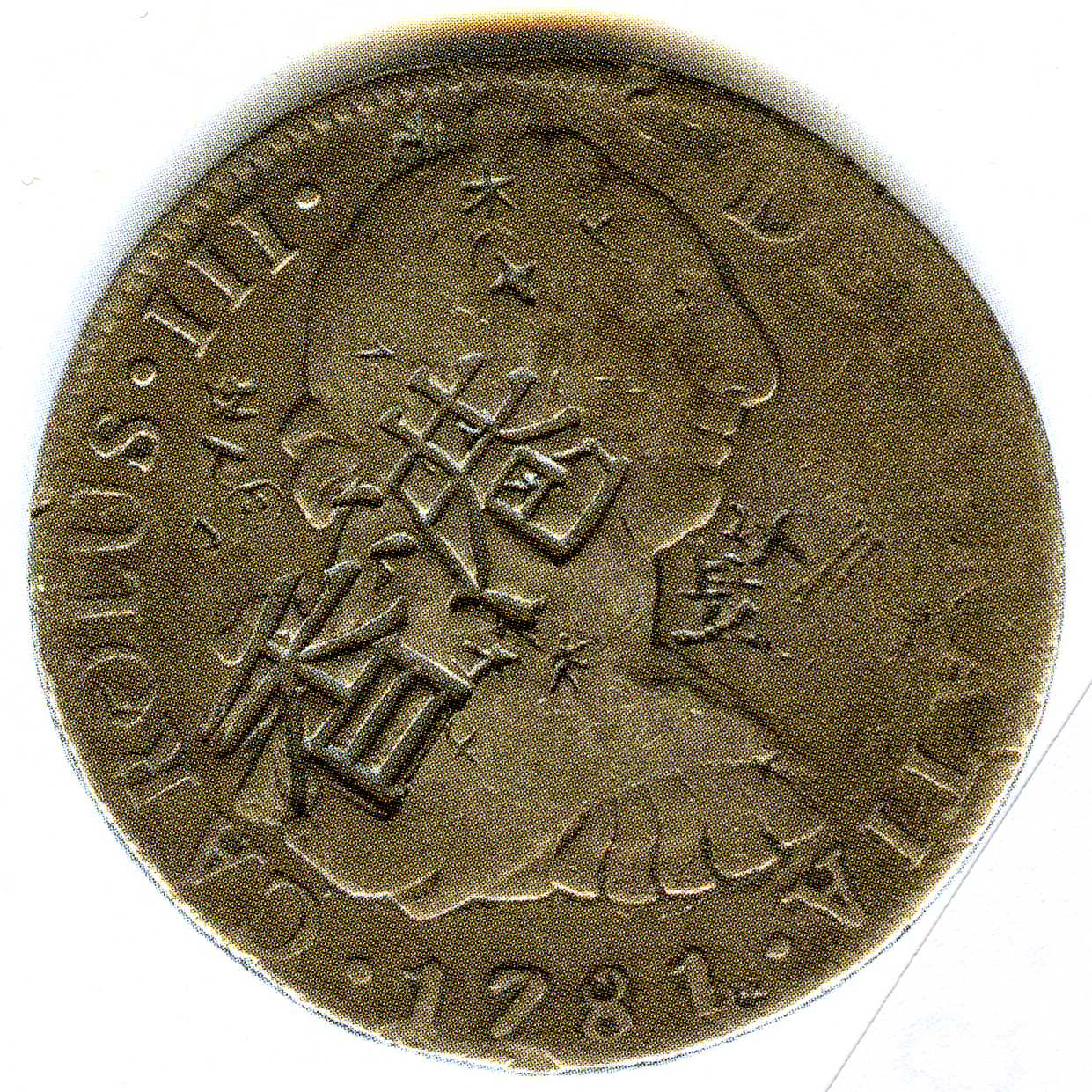
Anverso de moneda de 8 reales (plata) de Carlos III de 1781 resellada en Hong Kong.
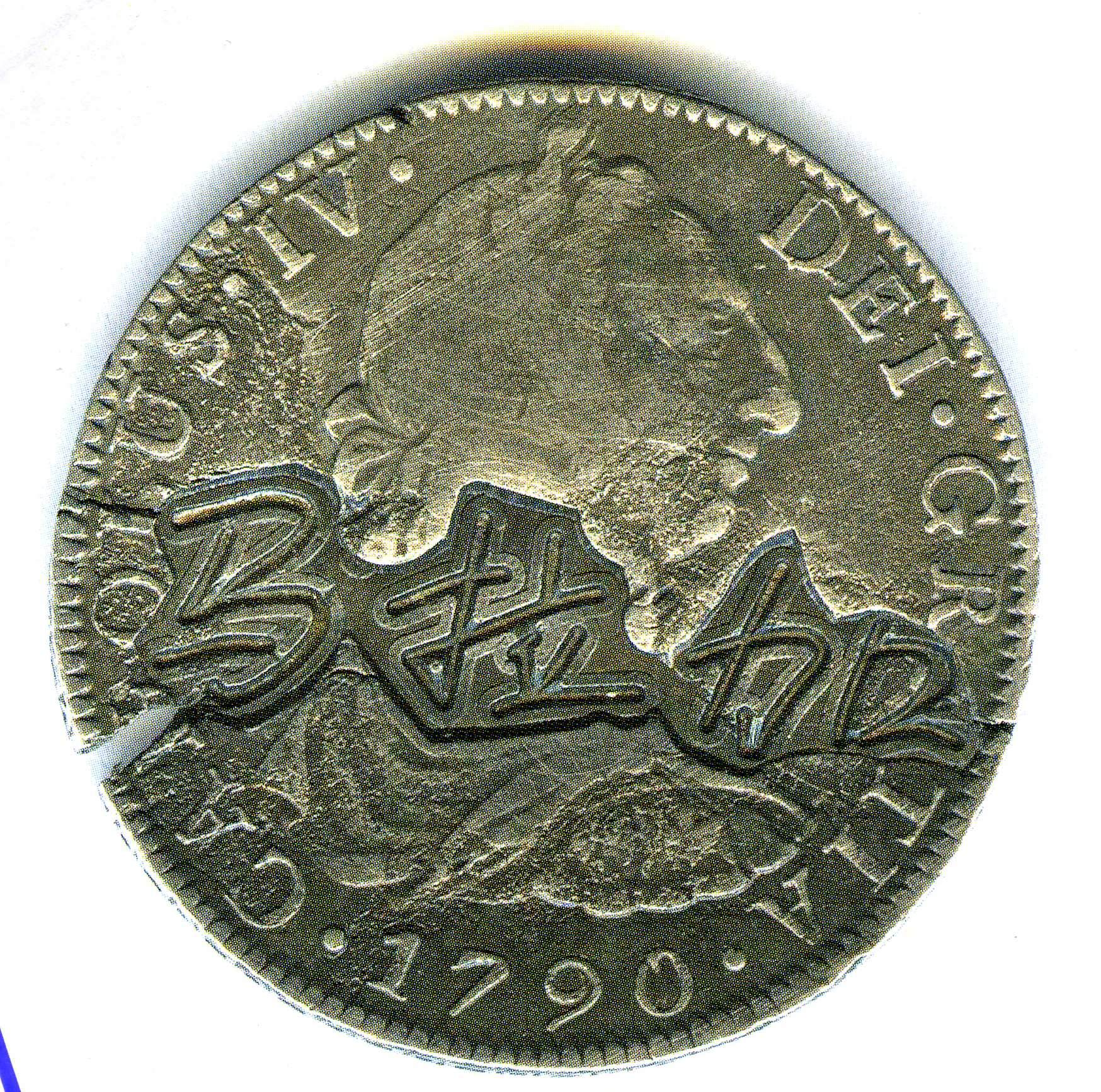
Anverso de moneda de 8 reales (plata) de Carlos IV de 1790 resellada en Malasia.
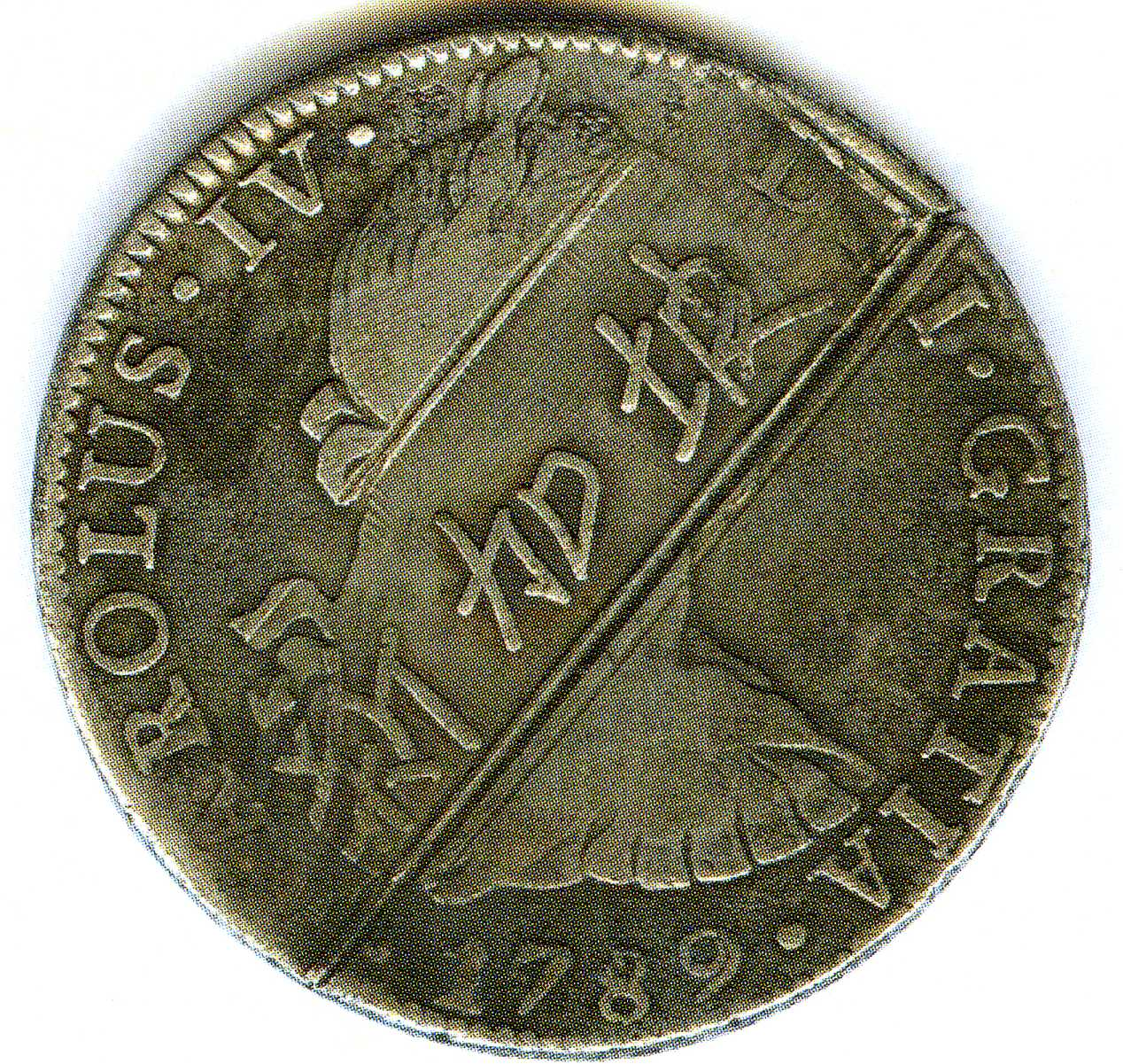
Anverso de moneda de 8 reales (plata) de Carlos IV de 1789 con resello de Singapur.
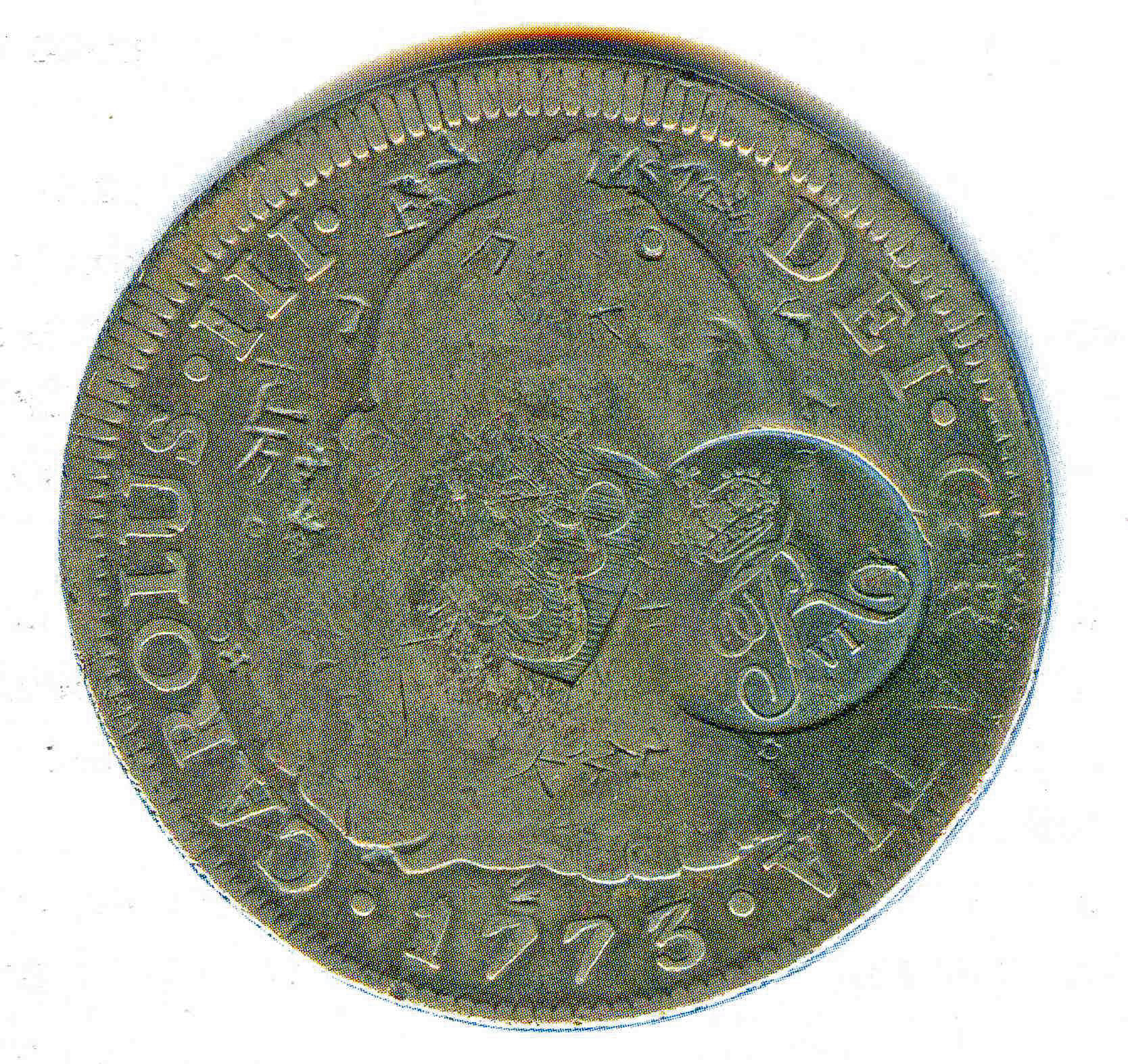
Anverso de moneda de 8 reales (plata) de Carlos III de 1773 resellada en la India danesa.
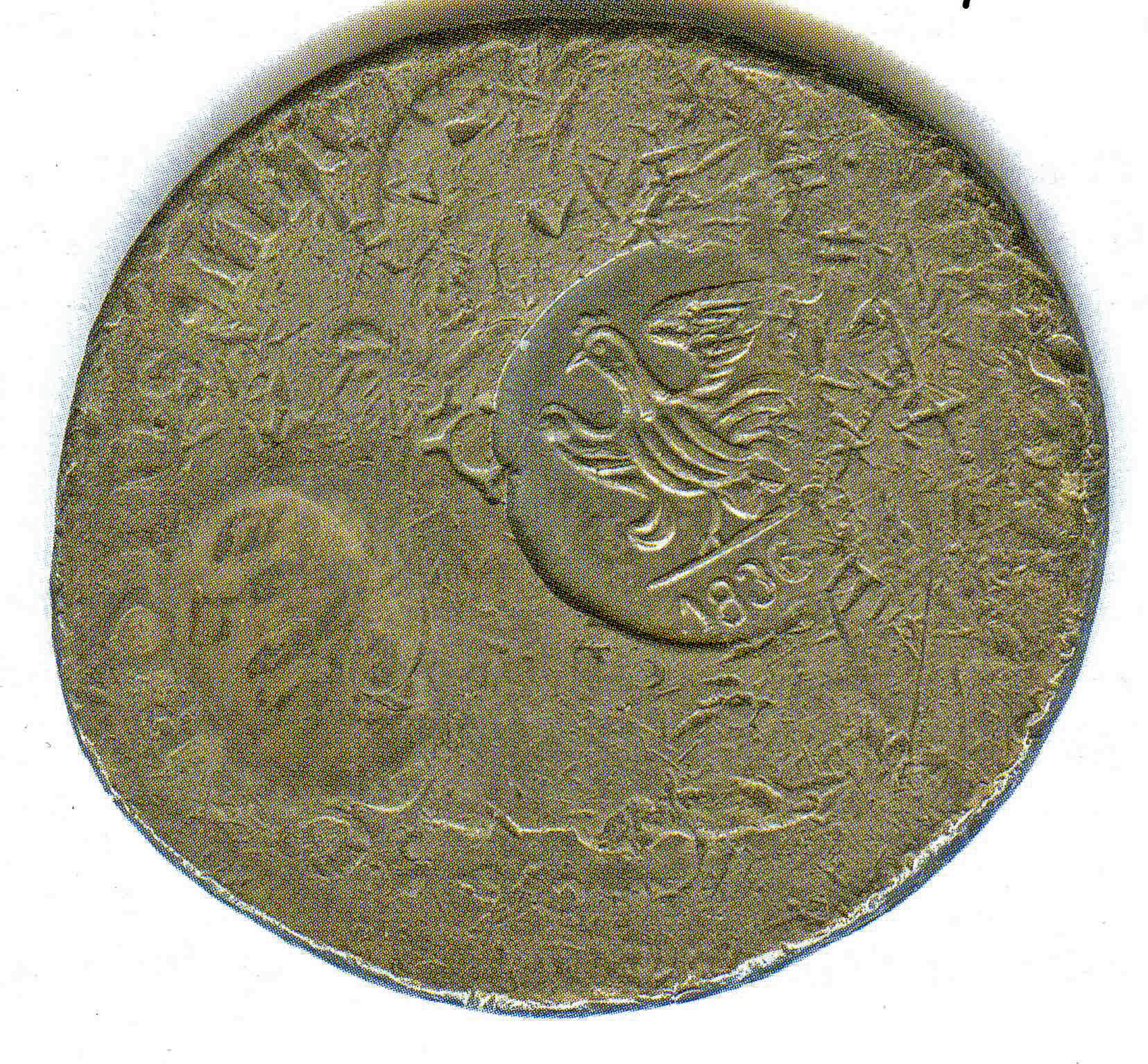
Anverso de moneda de 8 reales (plata) de Carlos III resellada en la India francesa.
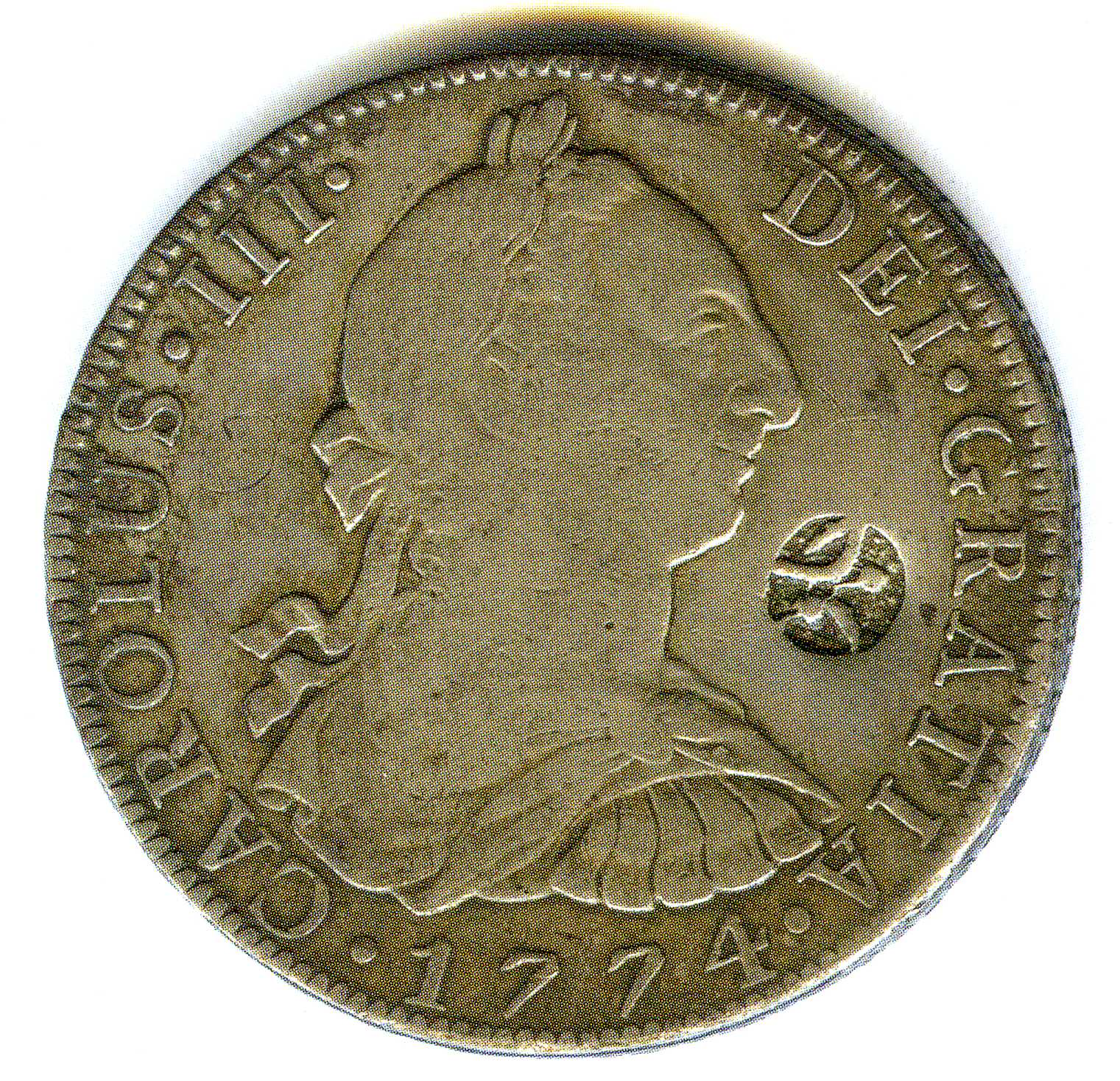
Anverso de moneda de 8 reales (plata) de Carlos III de 1774 resellada en Java.
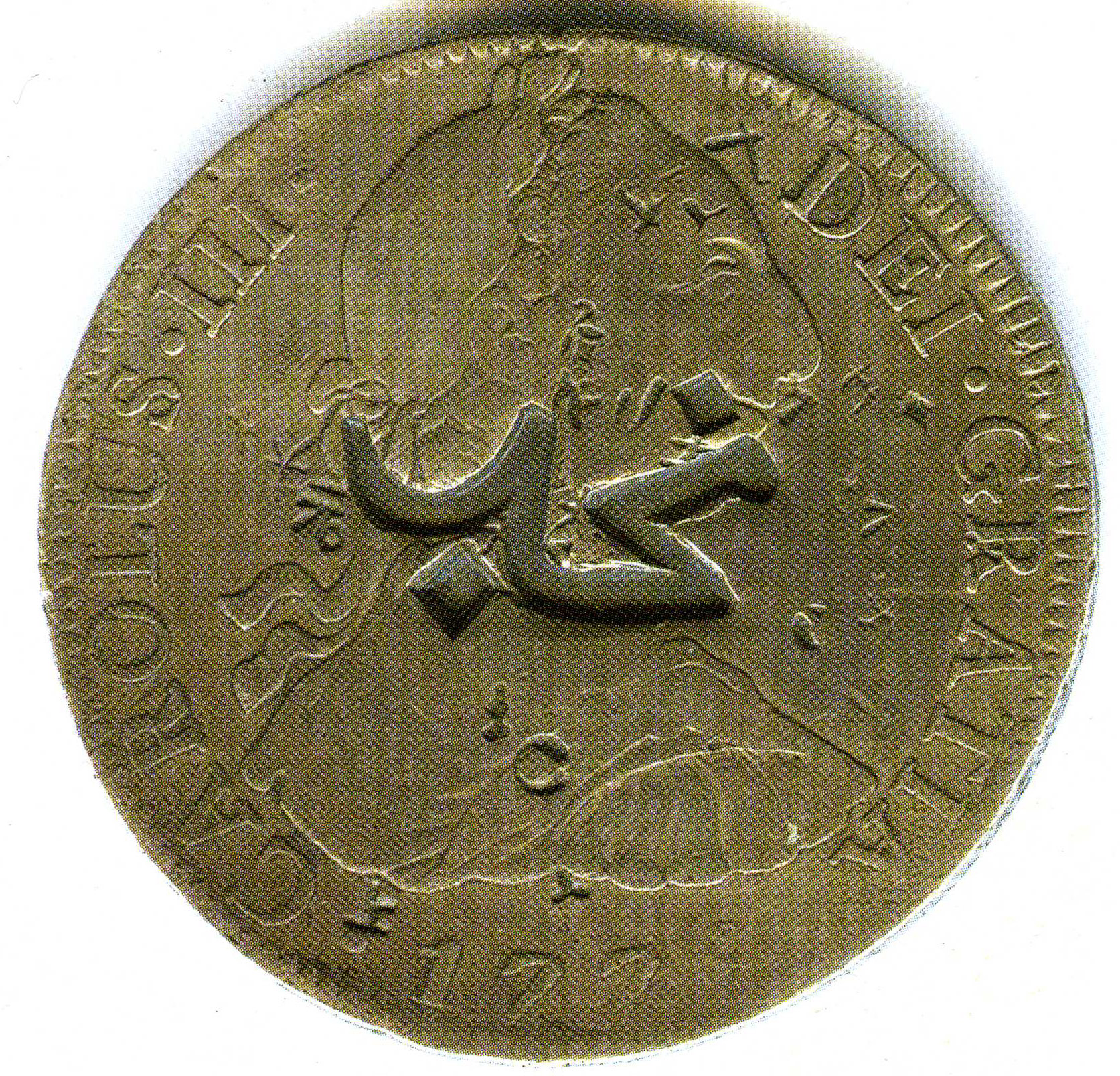
Anverso de moneda de 8 reales (plata) de Carlos III de 1778 resellada en Nedj.
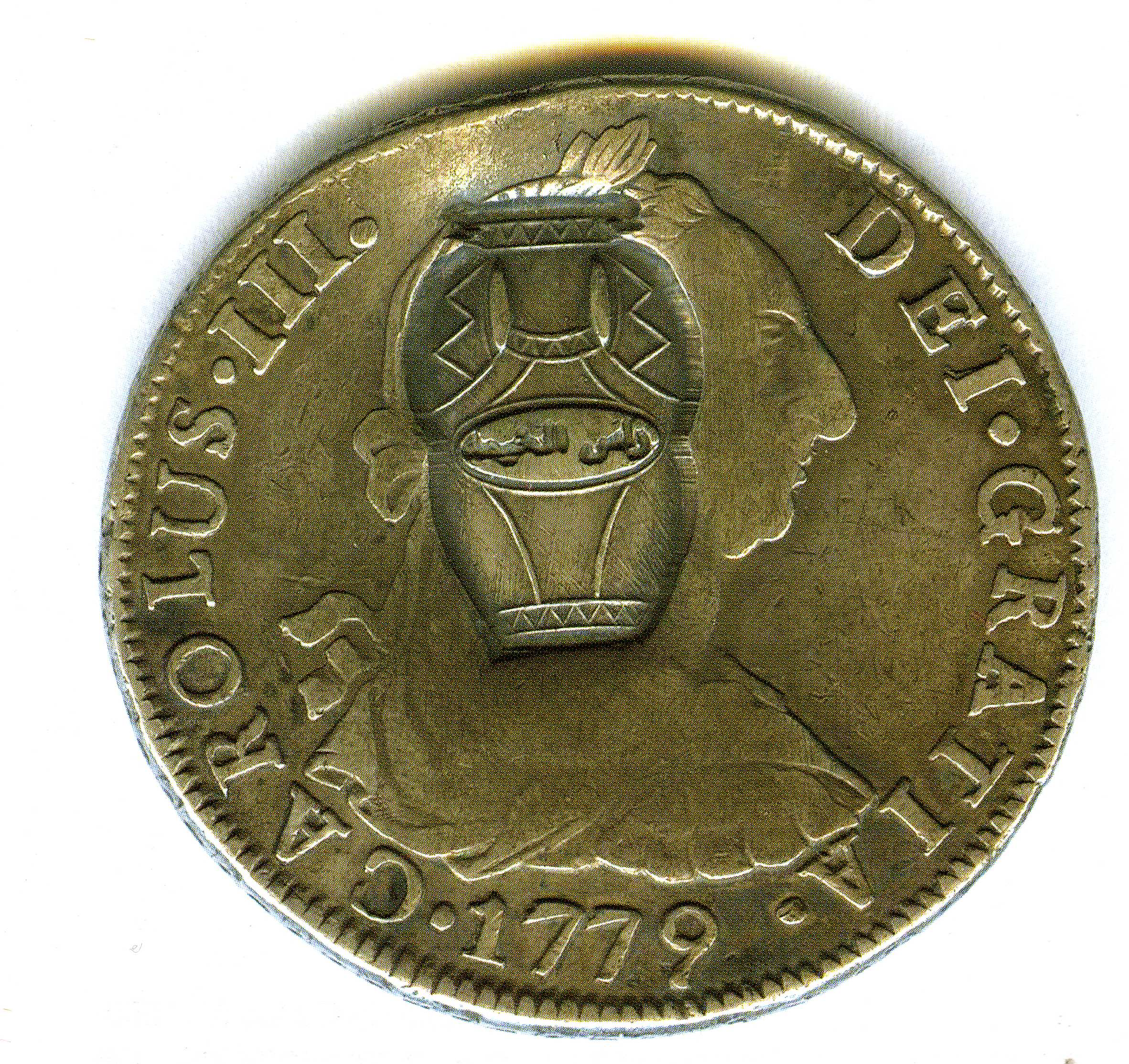
Anverso de moneda de 8 reales (plata) de Carlos III de 1779 resellada en Ras al Jaima.
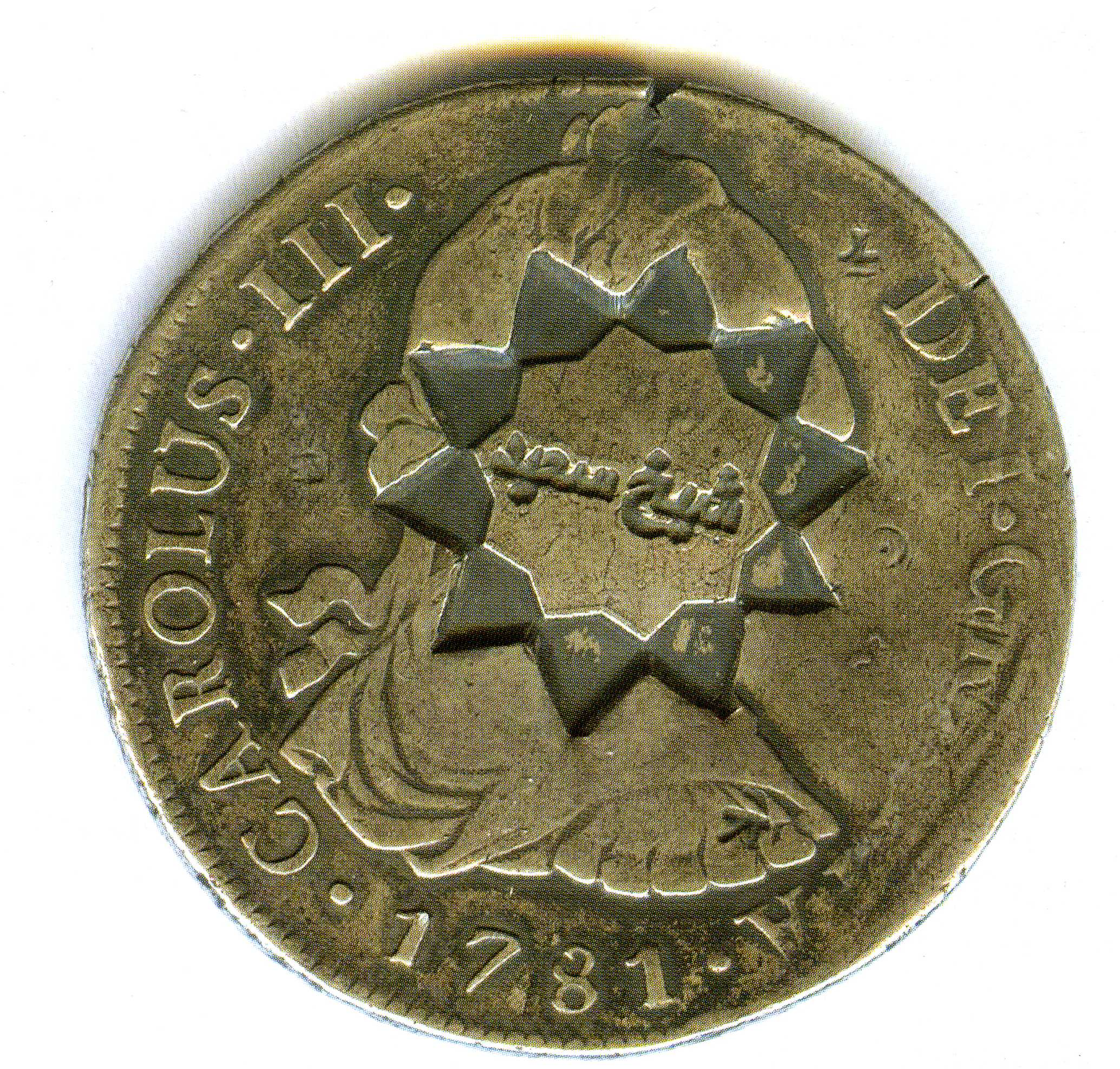
Anverso de moneda de 8 reales (plata) de Carlos III de 1781 resellada en Cheick Said.
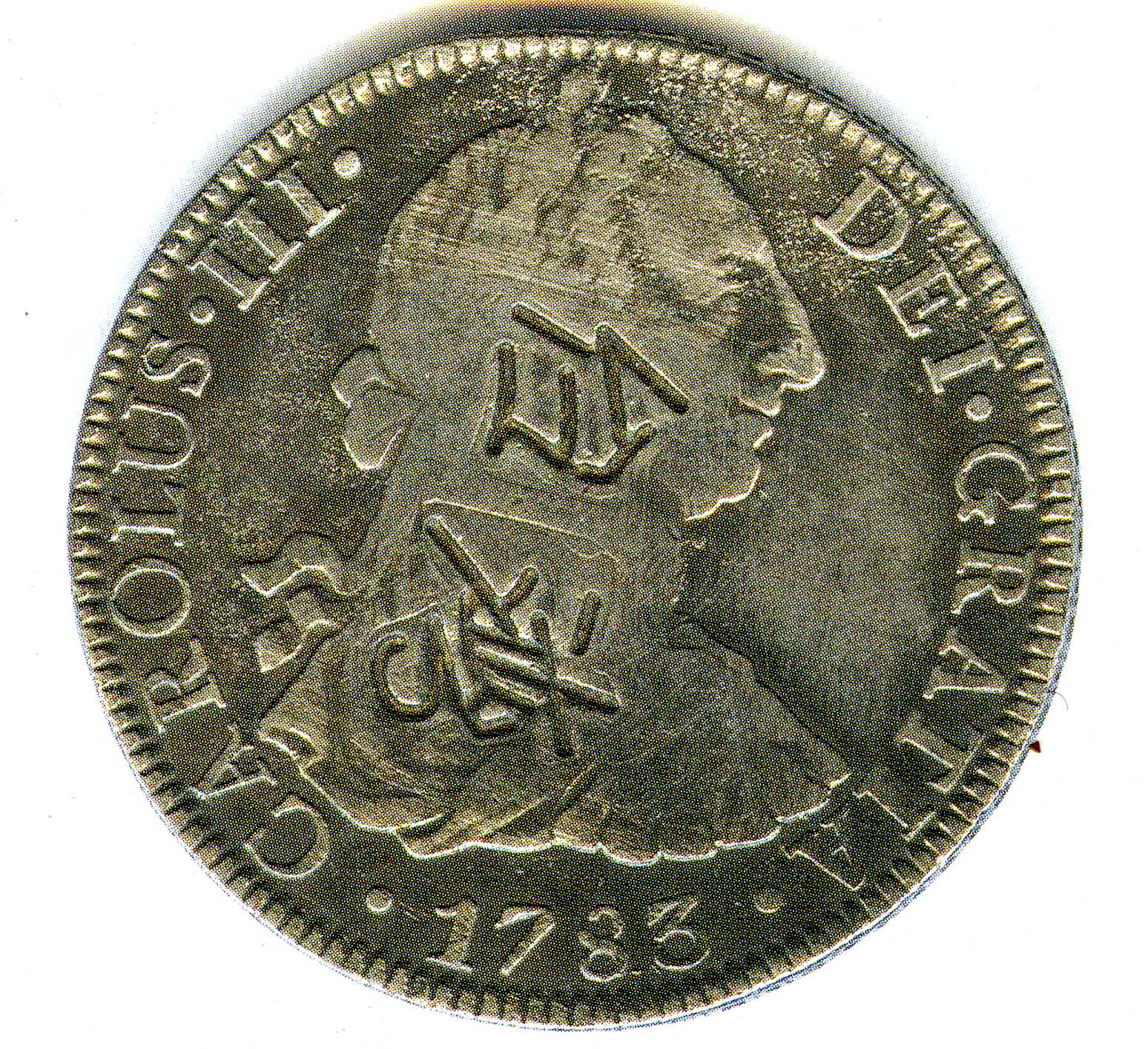
Anverso de moneda de 8 reales (plata) de Carlos III de 1783 resellada en Taiwán.
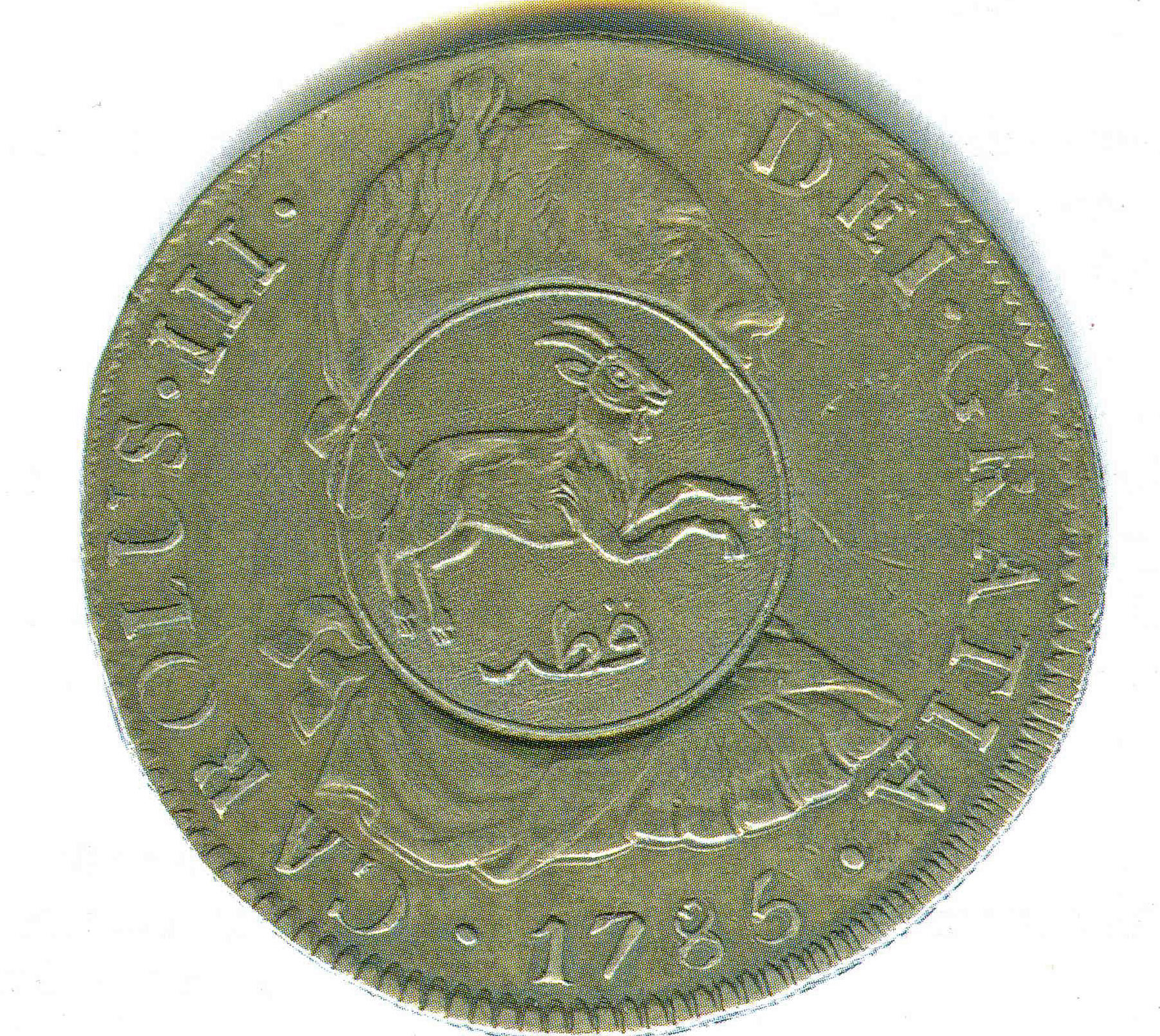
Anverso de moneda de 8 reales (plata) de Carlos III de 1786 resellada en Catar.
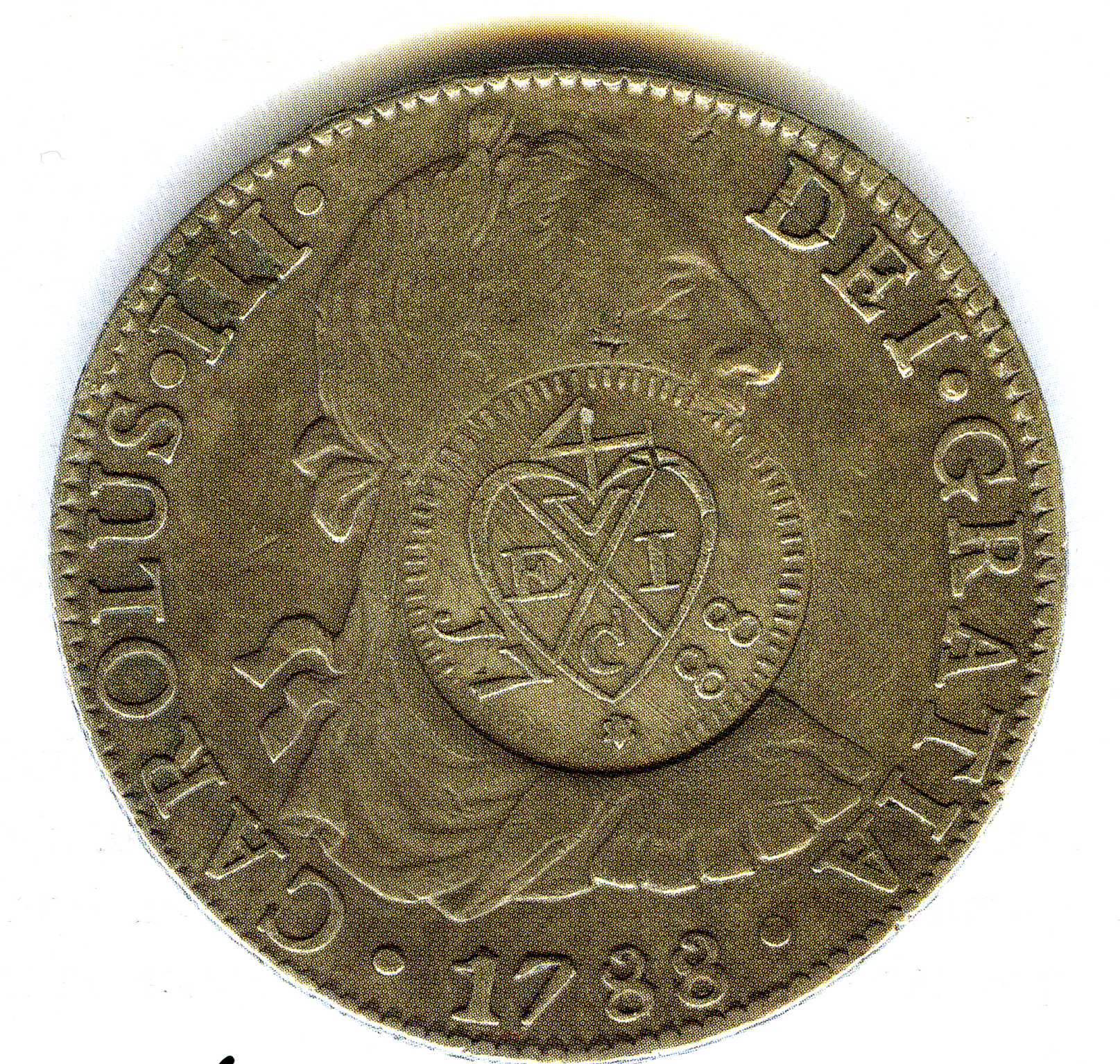
Anverso de moneda de 8 reales (plata) de Carlos III de 1788 resellada en la India británica.
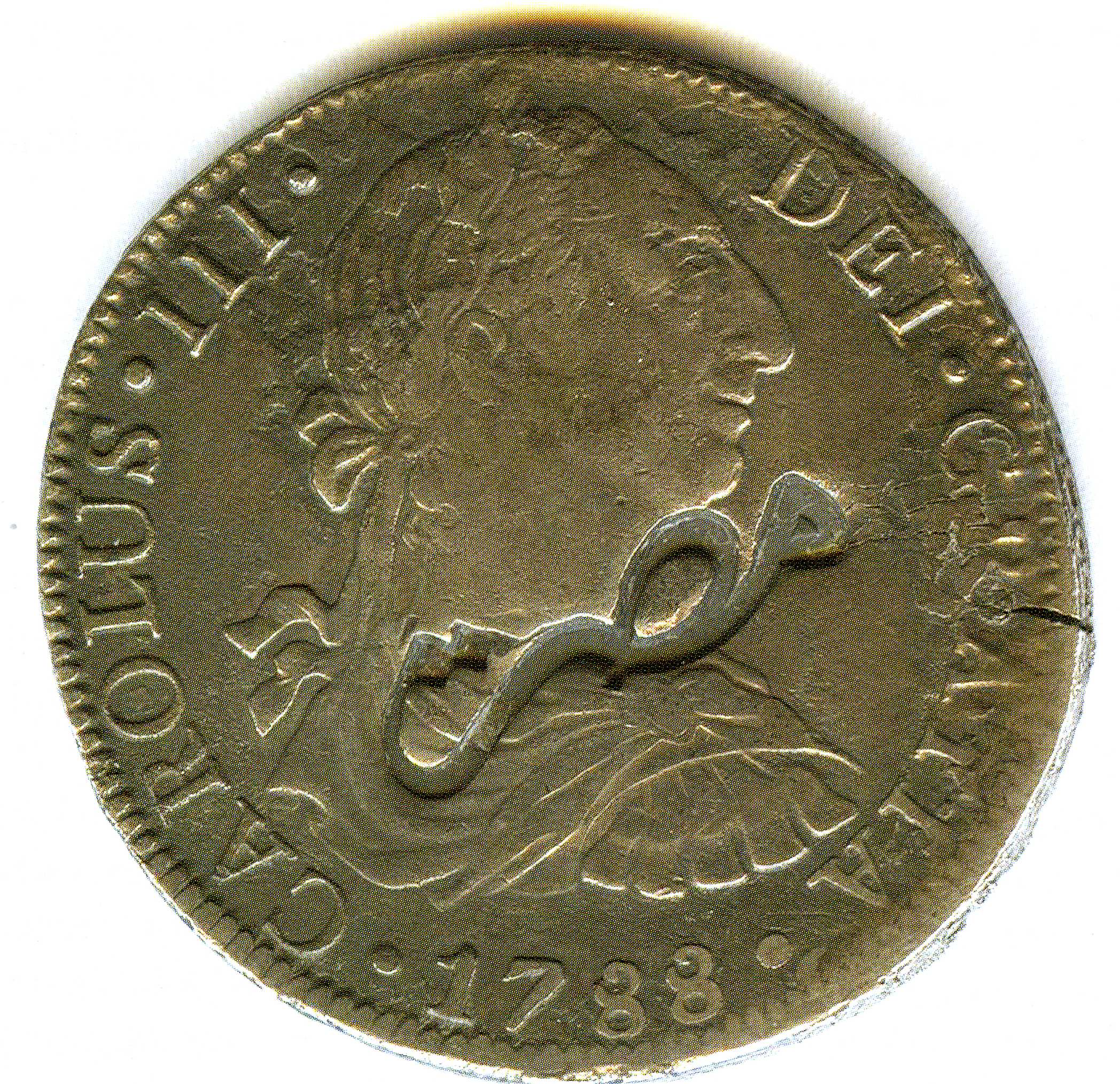
Anverso de moneda de 8 reales (plata) de Carlos III de 1788 con resello de Egipto.
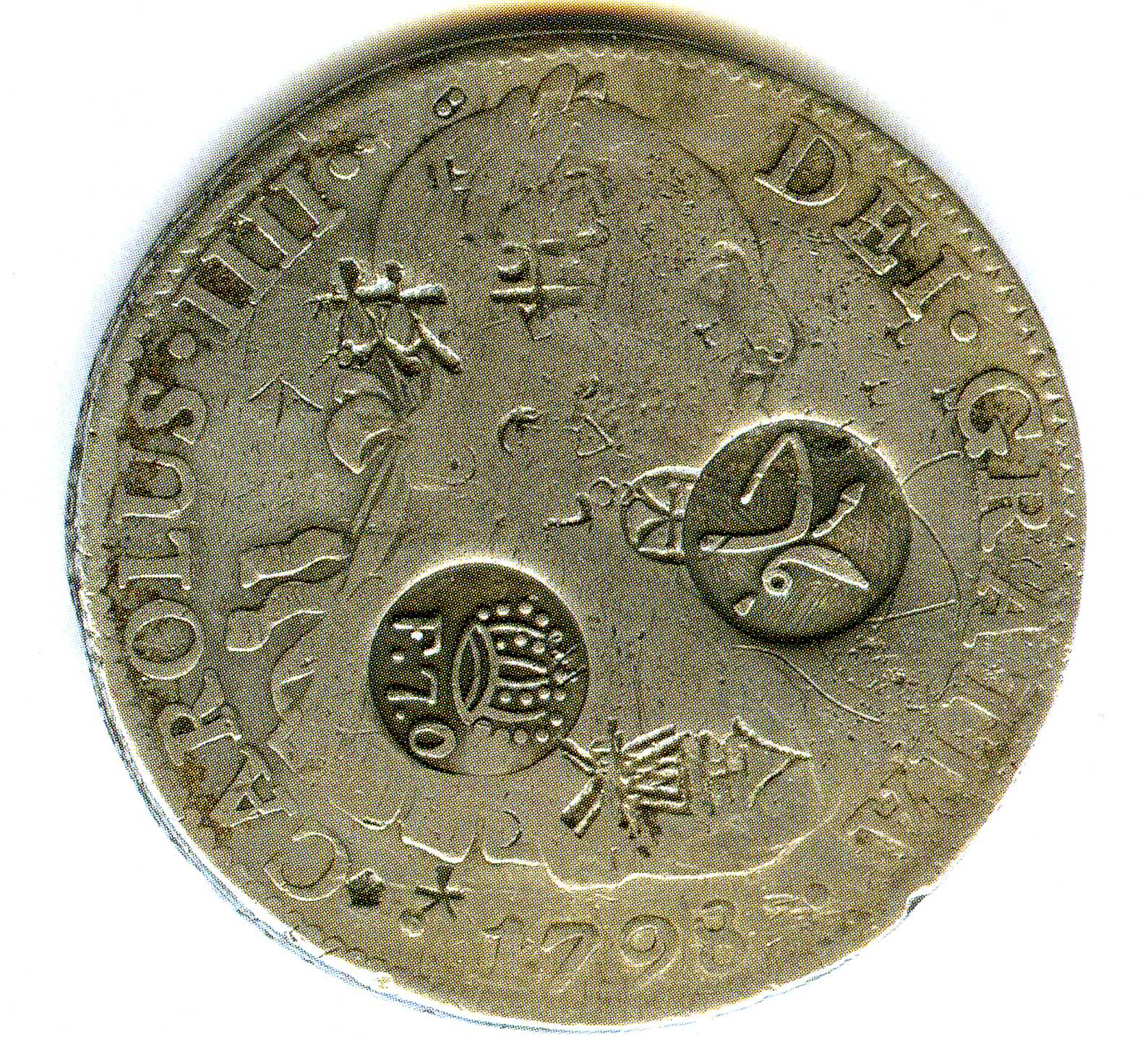
Anverso de moneda de 8 reales (plata) de Carlos IV de 1798 con resello de Java.
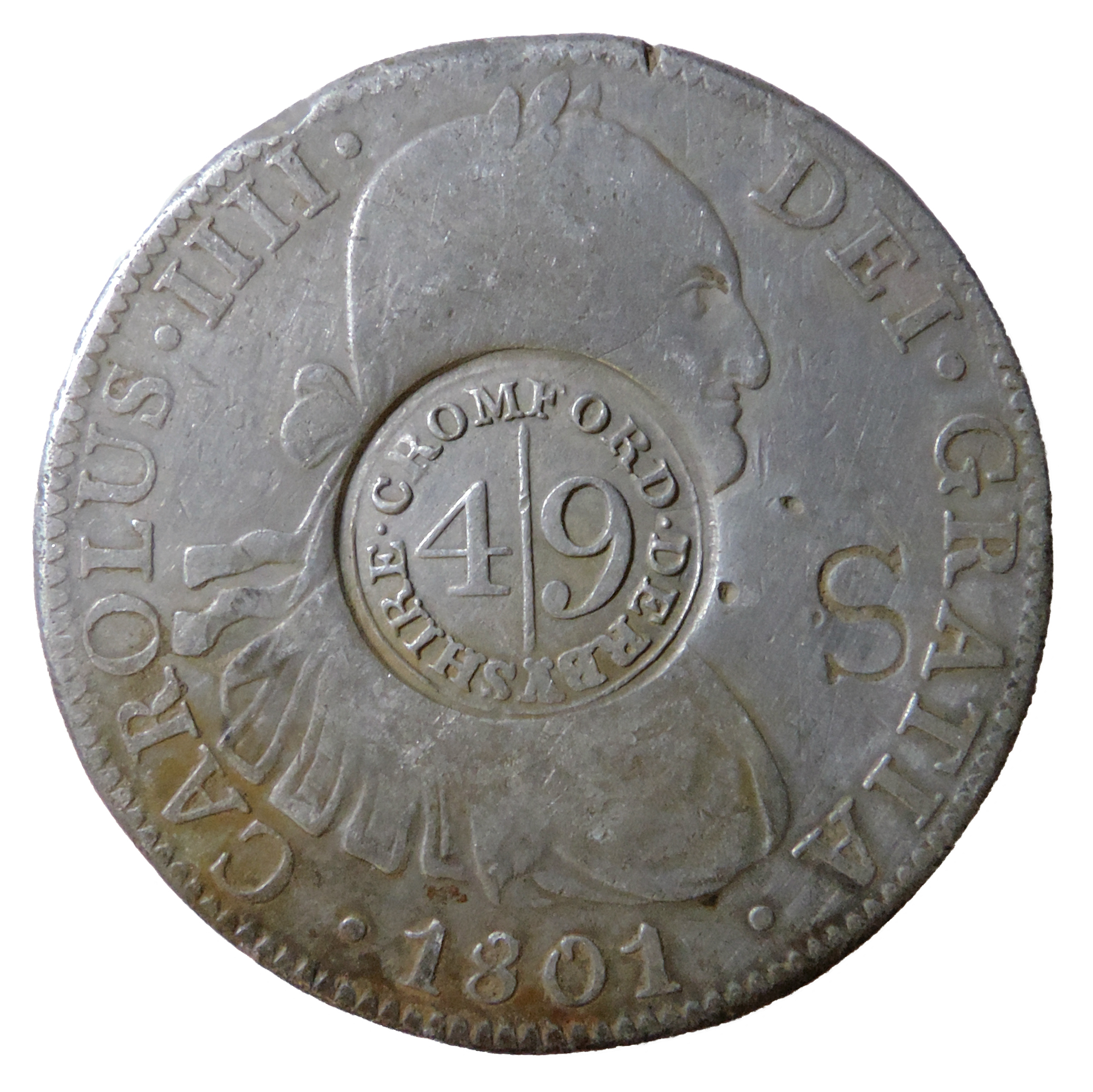
Anverso de moneda de 8 reales (plata) de Carlos IV de 1801 resellada en Cromford Mill, Gran Bretaña.
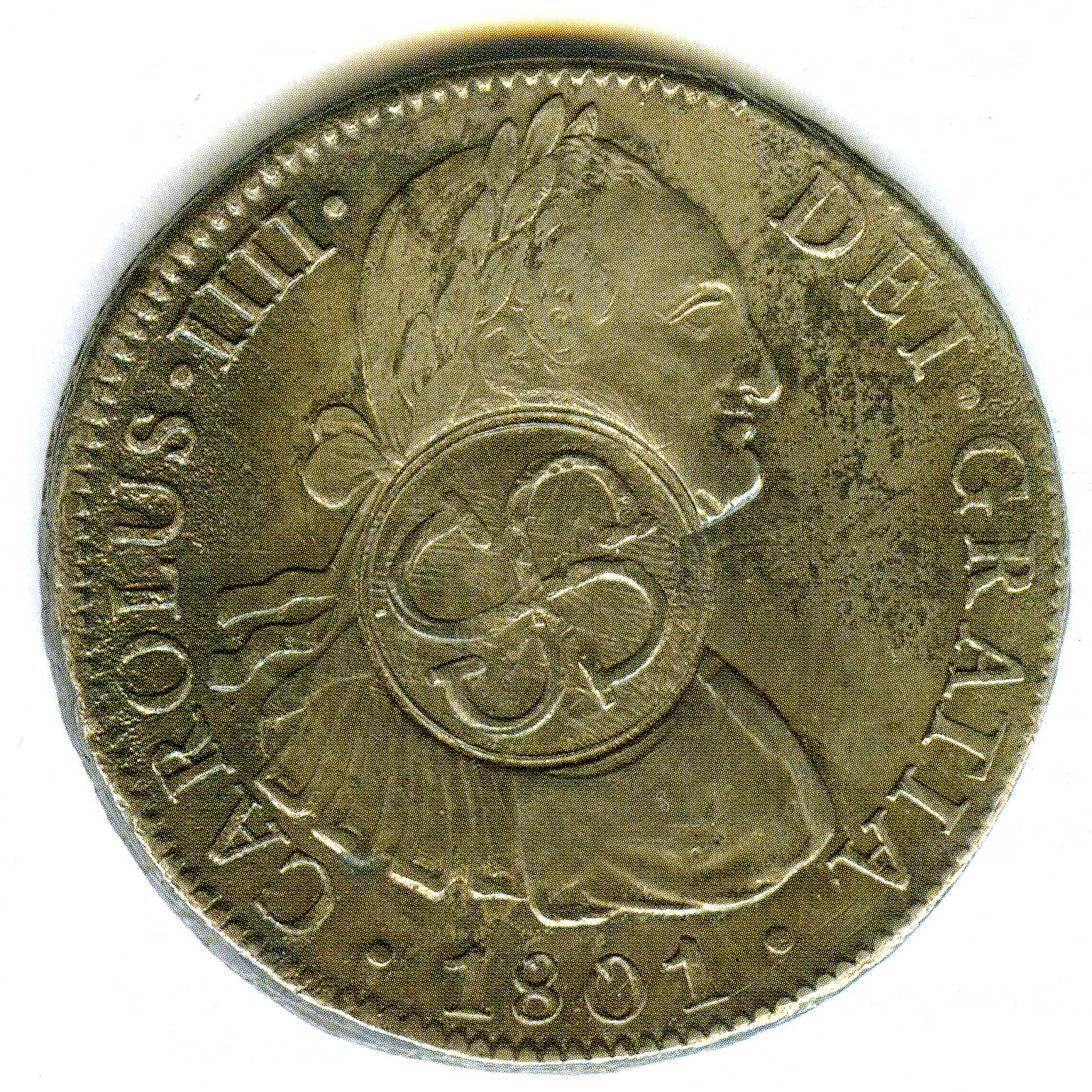
Anverso de moneda de 8 reales (plata) de Carlos IV de 1801 con resello de Seychelles.
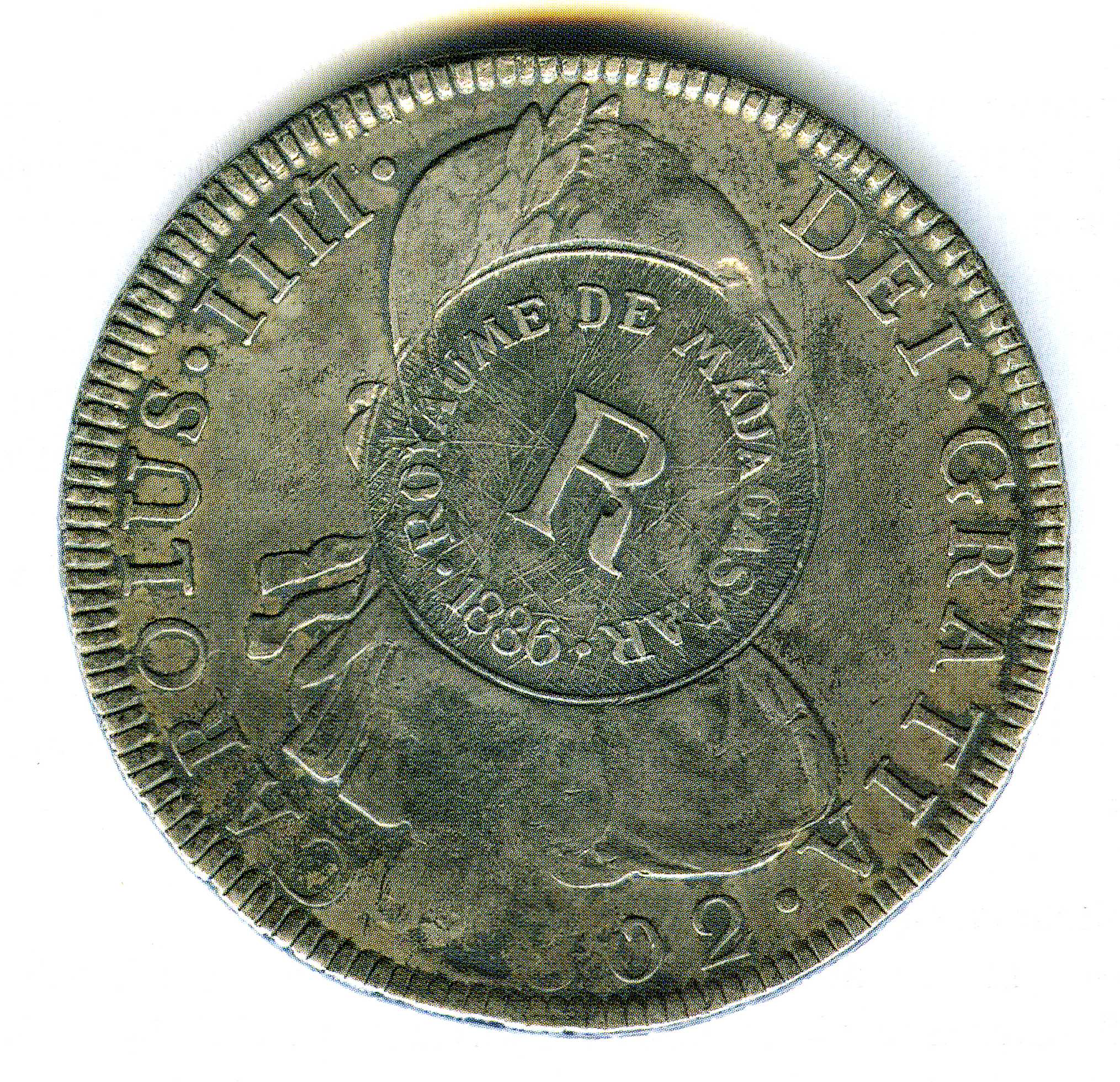
Anverso de moneda de 8 reales (plata) de Carlos IV de 1802 con resello de Madagascar.
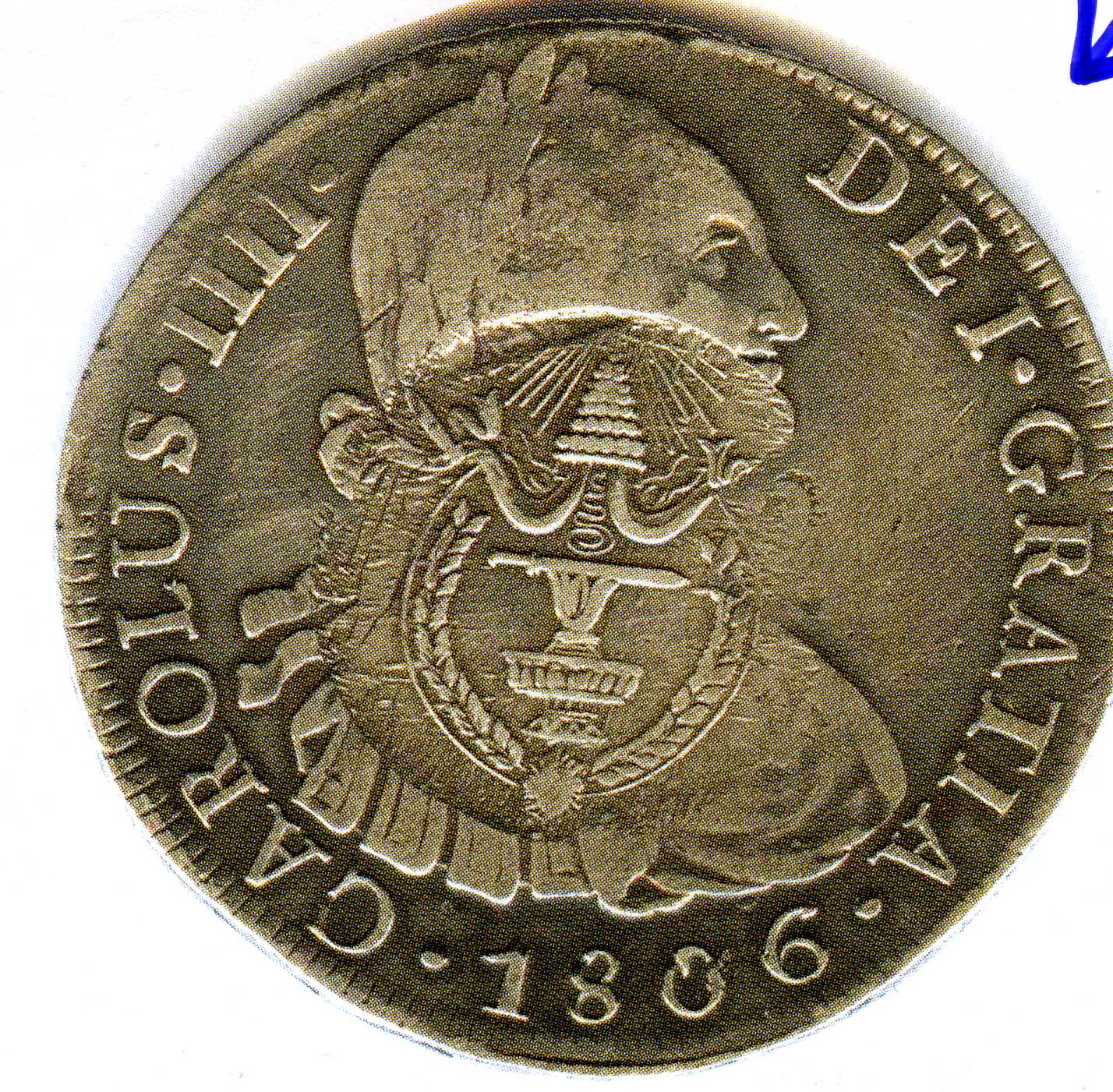
Anverso de moneda de 8 reales (plata) de Carlos IV de 1806 con resello de Camboya.
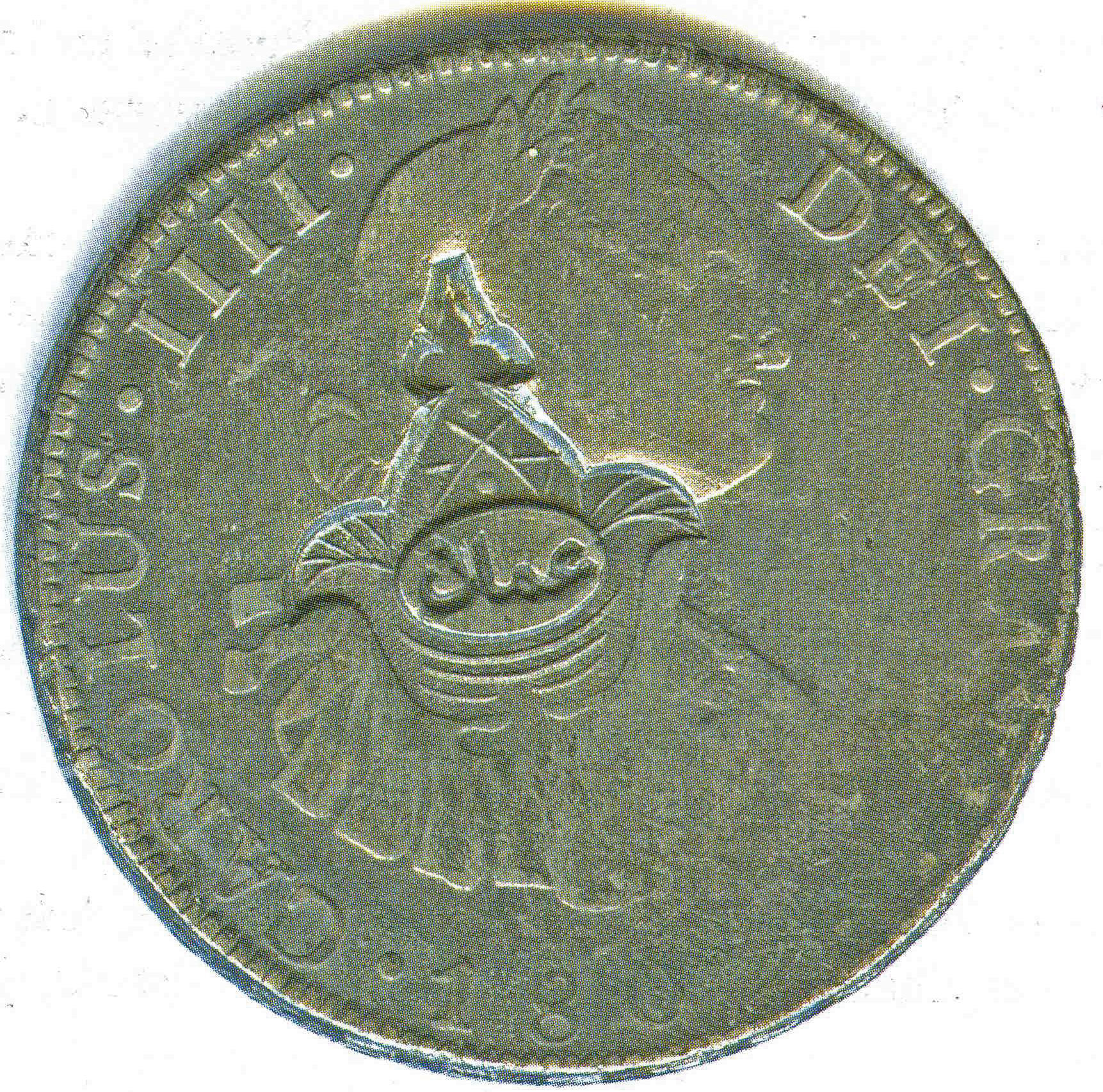
Anverso de moneda de 8 reales (plata) de Carlos IV con resello de Omán.
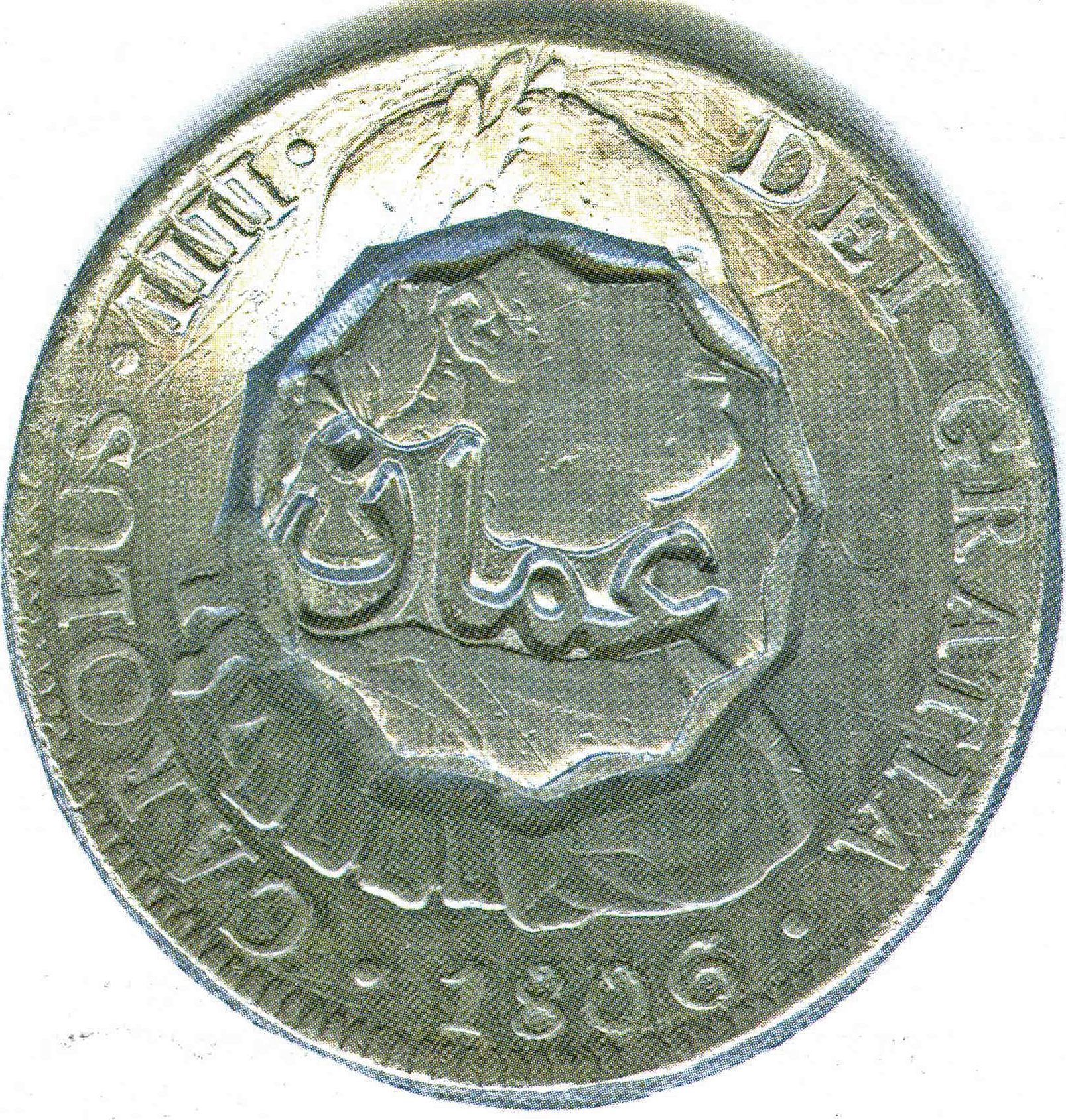
Anverso de moneda de 8 reales (plata) de Carlos IV de 1806 con resello de Omán.
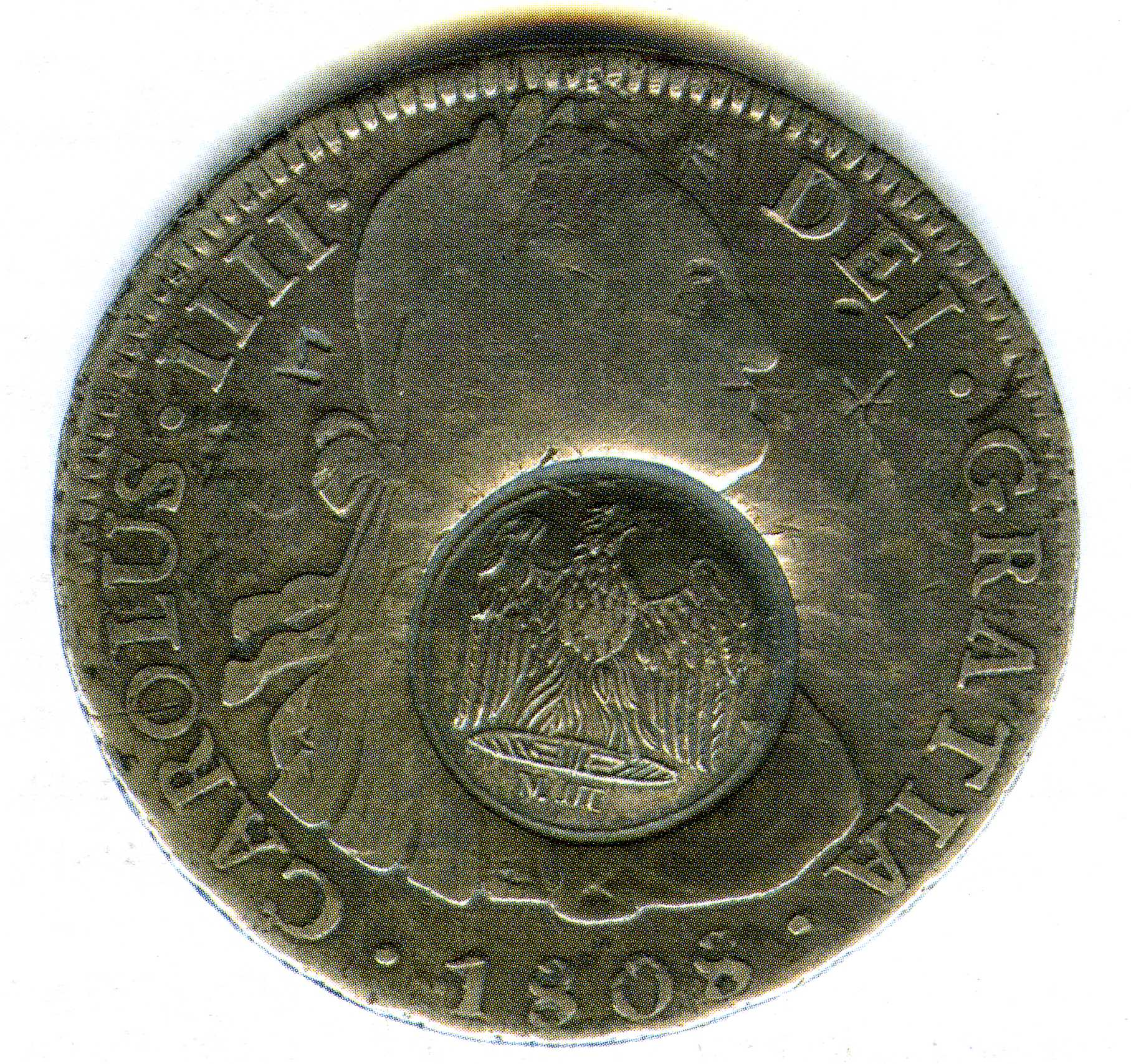
Anverso de moneda de 8 reales (plata) de Carlos IV de 1808 con resello de la Indochina francesa.
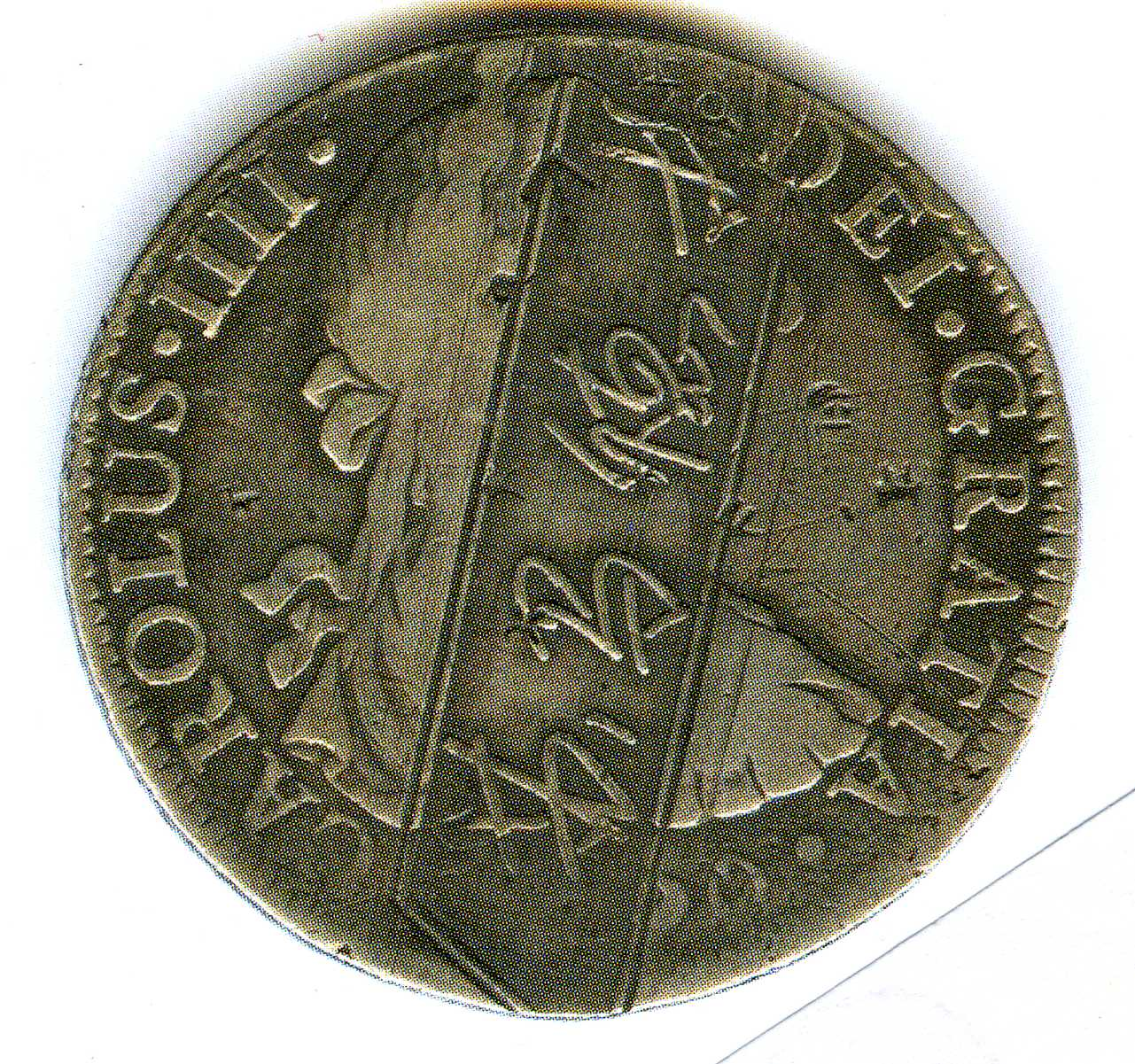
Anverso de moneda de 8 reales (plata) de Carlos IV con resello de Sumatra.
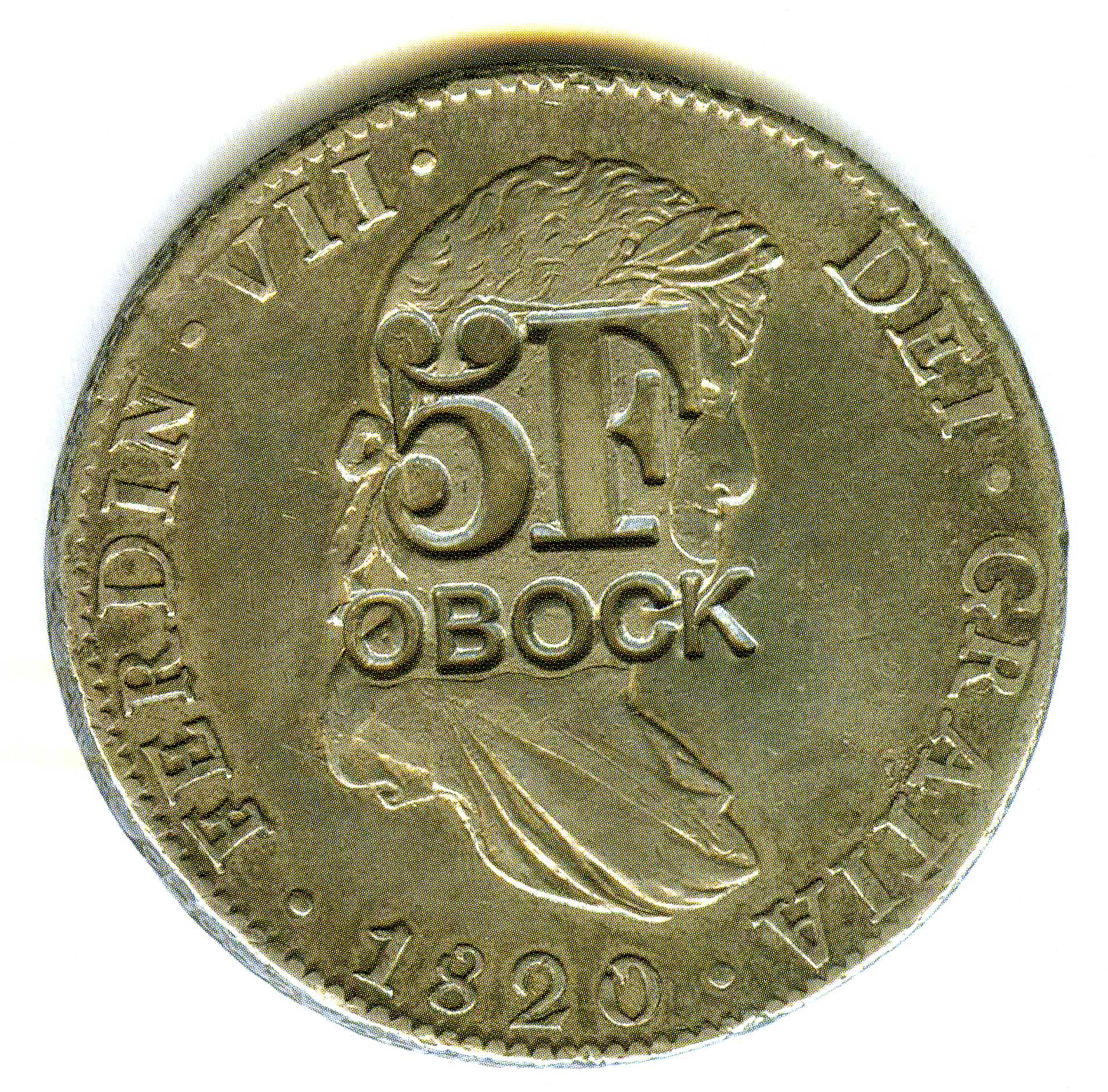
Anverso de moneda de 8 reales (plata) de Fernando VII de 1820 con resello de Obock (Yibuti).
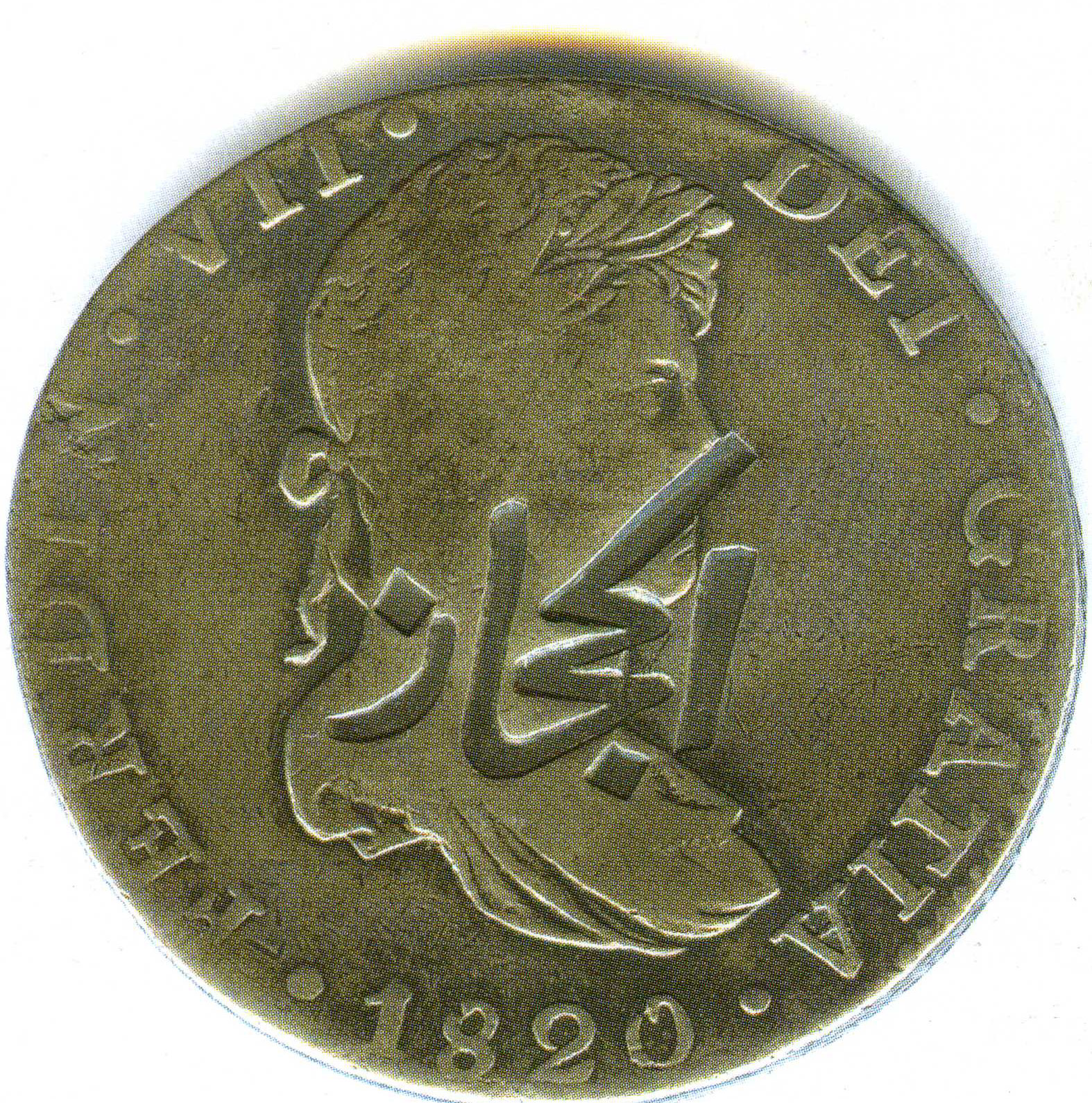
Anverso de moneda de 8 reales (plata) de Fernando VII de 1820 con resello de Hejaz.
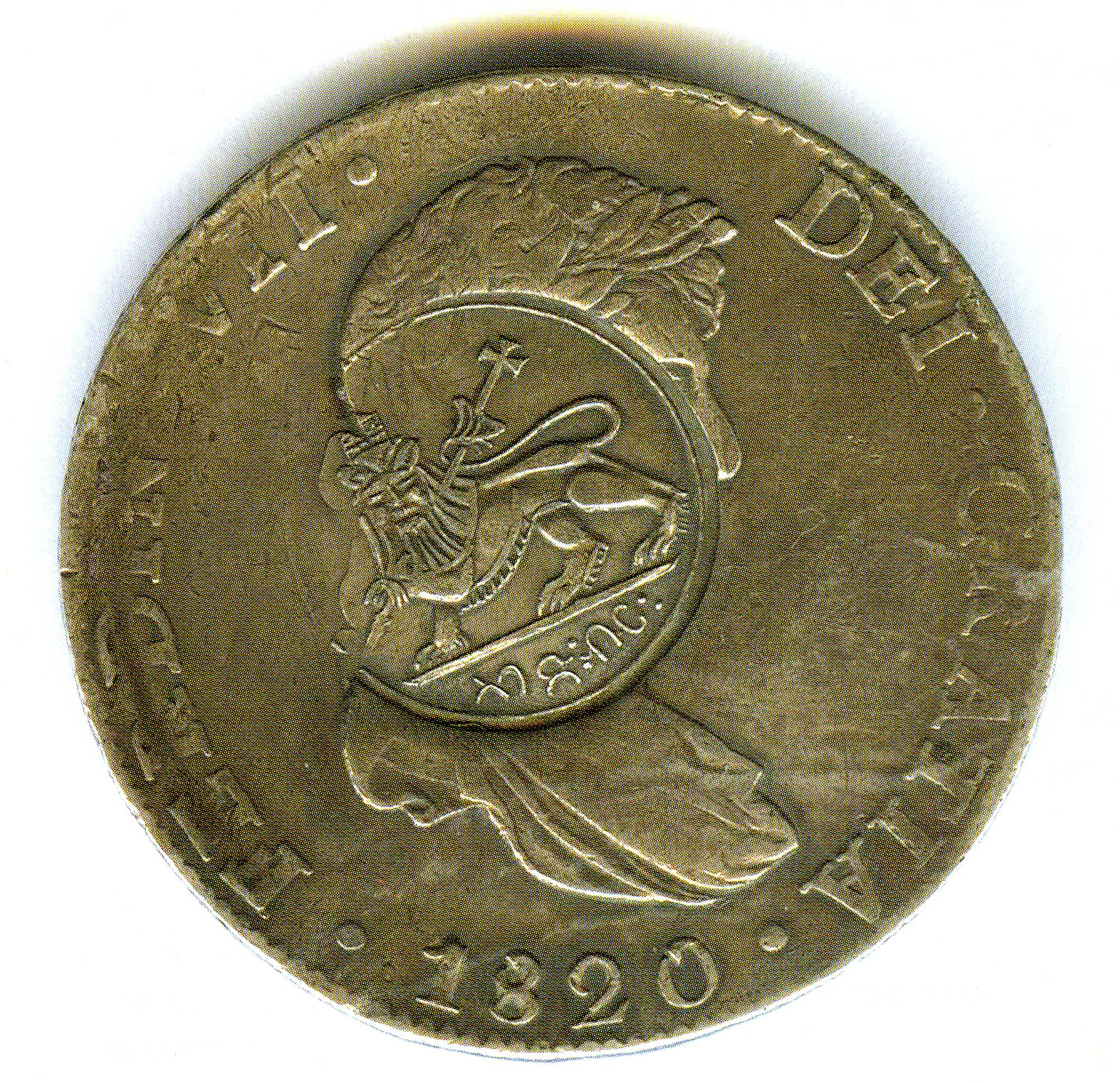
Anverso de moneda de 8 reales (plata) de Fernando VII de 1820 con resello de Etiopía.
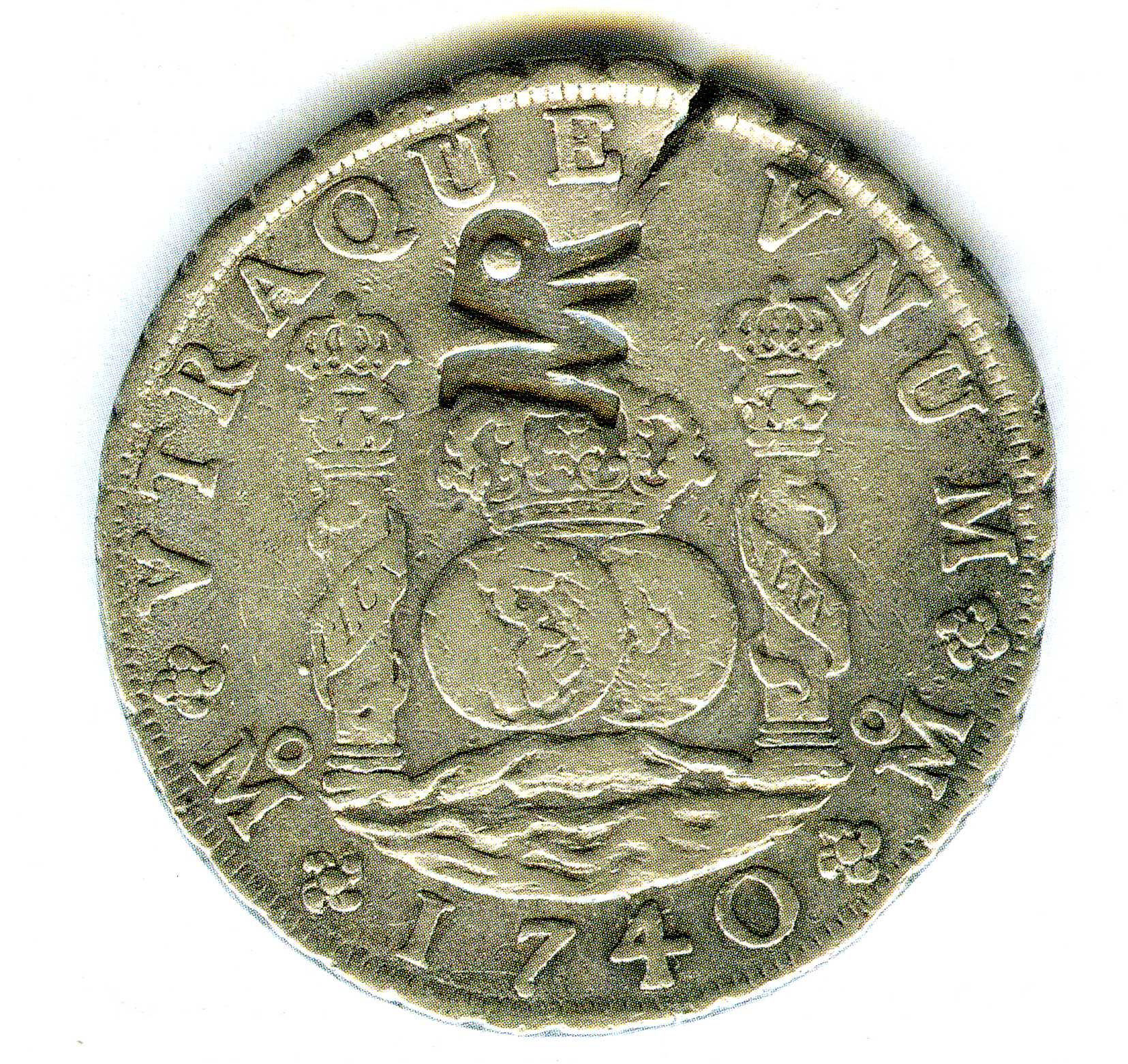
Reverso de moneda de 8 reales (plata) de 1740 resellada en Mozambique.
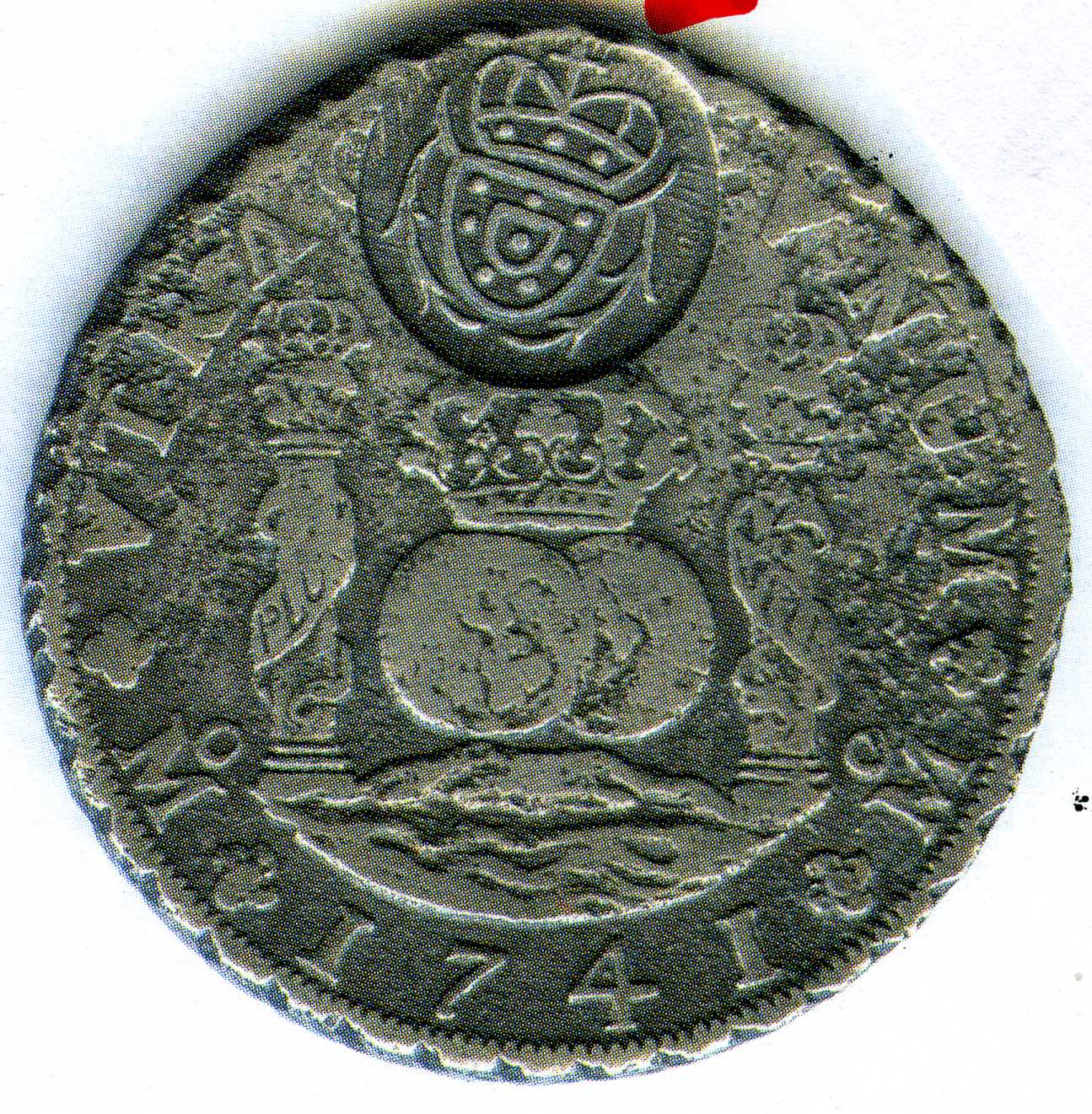
Reverso de moneda de 8 reales (plata) de 1741 resellada en la India portuguesa.